# Conflicto entre la Franja de Gaza e Israel de 2021
El conflicto entre la Franja de Gaza e Israel de 2021 se inició el 6 de mayo de 2021 con los enfrentamientos entre manifestantes palestinos y la policía israelí por una decisión prevista de la Corte Suprema de Israel sobre los desalojos de seis familias palestinas de Sheij Yarrah, lo que afectaría a docenas de palestinos de este barrio de Jerusalén Este. Coincidiendo con las festividades de Laylat al-Qadr y el Día de Jerusalén, los enfrentamientos causaron más de 300 palestinos heridos. Los enfrentamientos suscitaron la condena internacional y provocaron la suspensión de la sentencia de la Corte Suprema por 30 días, ya que Avichai Mandelblit, fiscal general de Israel, trató de reducir las tensiones.
El 9 de mayo, después de que grupos palestinos en el Monte del Templo almacenaran losas, piedras y fuegos artificiales a la espera de un enfrentamiento contra la policía y grupos judíos de extrema derecha, fuerzas policiales israelíes irrumpieron en la mezquita de Al-Aqsa, el tercer lugar más sagrado para los musulmanes, disparando balas con punta de goma contra palestinos que lanzaban piedras. Poco después, la policía decidió suspender la marcha de la bandera por el Día de Jerusalén que suele atraer a muchos jóvenes nacionalistas judíos.
En respuesta, Hamás y la Yihad Islámica lanzaron una andanada de cohetes que dejaron al menos 20 heridos. En una primera instancia Israel activó el sistema de defensa aérea con las baterías de la Cúpula de Hierro, neutralizando así la lluvia de cohetes, para posteriormente bombardear la Franja de Gaza en un ataque que causó la muerte de 24 palestinos, nueve de ellos niños. A esto le sucedió el lanzamiento desde la Franja de más de 400 cohetes que impactaron en hogares y una escuela, matando a dos civiles e hiriendo al menos a 70 israelíes. Israel respondió con ataques aéreos en Gaza y, según funcionarios palestinos, al menos 30 personas murieron, incluidos diez niños, y 203 más resultaron heridos. Según las Fuerzas de Defensa de Israel, al menos quince de los muertos eran miembros de Hamás, y muchos otros fueron asesinados por cohetes palestinos que erraron su trayectoria. El 11 de mayo, los ataques aéreos israelíes provocaron el colapso de una torre residencial de 13 pisos en Gaza.
Durante el conflicto, al menos 253 palestinos (incluidos al menos 67 menores de edad), 10 israelíes (incluidos 2 menores de edad), 2 tailandeses, 1 libanés y una ciudadana india murieron a consecuencia de los bombardeo, lanzamientos de cohetes y disparos del ejército israelí. Al menos 1900 palestinos y 200 israelíes resultaron heridos por los bombardeos israelíes. Los bombardeos israelíes destruyeron o dañaron gravemente unos 450 edificios en la Franja de Gaza, incluidos seis hospitales, nueve centros sanitarios de atención primaria y 40 escuelas. En total, unas 4000 viviendas resultaron dañadas en la Franja, en las cuales vivían unos 7000 niños. Más de 66 000 palestinos tuvieron que refugiarse en escuelas y otros edificios de UNRWA. La ONU valoró los daños en la Franja de Gaza en 485 millones de dólares: al menos 380 millones en daños físicos y otros 190 millones en pérdidas económicas.
La escalada continuó hasta que el 21 de mayo entró en vigor un alto el fuego entre Israel y las milicias palestinas. El 15 de junio, el ministerio del Interior de Israel autorizó una marcha de nacionalistas de derechas por la Ciudad Vieja de Jerusalén. Unos 5000 manifestantes pasaron frente a la Puerta de Damasco con cánticos como «muerte a los árabes» o «Jerusalén es nuestro». Al día siguiente, Hamás reanudó el lanzamiento de globos incendiarios contra Israel, rompiendo así el alto el fuego, por lo que la Fuerza Aérea de Israel tomó represalias llevando a cabo ataques aéreos en la Franja de Gaza.

## Antecedentes

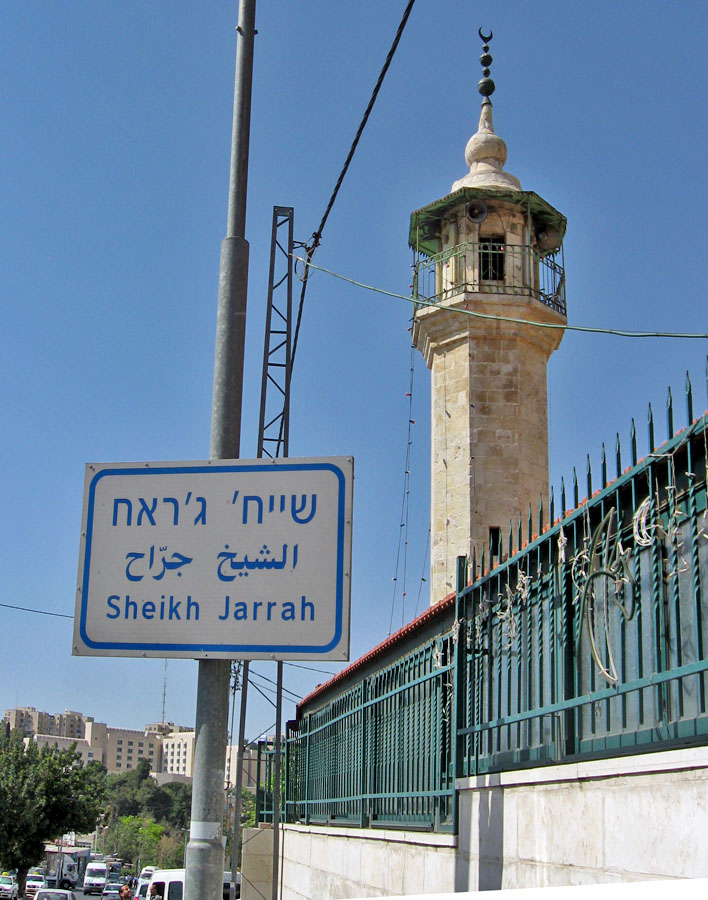
Entrada al barrio de Sheij Jarrah.

El estatus de Jerusalén está en disputa: los palestinos reclaman Jerusalén Este como su capital, mientras que Israel reclama toda la ciudad como propia. Ninguna de estas reclamaciones tiene un amplio respaldo internacional.
Tras ocupar y anexionar la parte oriental de Jerusalén en 1967, Israel convirtió la ciudad en su «capital única e indivisible» y se dispuso a reducir la población palestina en ella. El Consejo de Seguridad de las Naciones Unidas rechazó y condenó de inmediato la anexión israelí de Jerusalén en su resolución 478, que declaraba esta medida «nula y carente de valor» y «una violación del derecho internacional». Tras la guerra de los Seis Días se llevó a cabo una primera oleada de expulsiones, que condujo en particular a la destrucción del barrio del Magreb. Al mismo tiempo, se crearon asentamientos alrededor de Jerusalén. La disputa sobre la tierra en Sheij Yarrah se considera un microcosmos de las disputas entre israelíes y palestinos desde 1948. Las leyes de Israel permiten a los judíos presentar reclamaciones sobre tierras en Cisjordania y Jerusalén Este que hubiesen poseído antes de 1948, pero rechazan los reclamos palestinos sobre la tierra que hubiesen poseído en Israel en esa misma fecha.
La autenticidad de los documentos aportados por los demandantes judíos para reivindicar las viviendas en disputa ha sido cuestionada por demandantes palestinos en los tribunales israelíes. En 1956, el gobierno jordano, en cooperación con la organización de las Naciones Unidas para los refugiados, UNRWA, alojó a 28 familias de refugiados palestinos con derechos de arrendamiento en un terreno que Jordania administraba como custodio de la propiedad enemiga. Después de la guerra de los Seis Días, el área cayó bajo ocupación israelí. En 1972, el Custodio General israelí registró las propiedades bajo los fideicomisos judíos, que a su vez exigieron que los inquilinos palestinos pagaran el alquiler de los fideicomisos. Las órdenes de desalojo comenzaron a producirse en la década de 1990.
Los fideicomisos judíos vendieron las casas a una organización de colonos de derecha, que desde entonces ha hecho repetidos intentos de desalojar a los residentes palestinos. Según las leyes de propiedad y tierras israelíes, los israelíes tienen derecho a reclamar propiedades en Jerusalén Este que fueran propiedad de judíos antes de la guerra árabe-israelí de 1948, pero no existe una ley similar que permita a los palestinos reclamar sus bienes perdidos dentro de Israel durante las hostilidades. El distrito de Sheij Yarrah alberga a los descendientes de refugiados expulsados o desplazados de sus hogares en Jaffa y Haifa en la Nakba de 1948. Según el Instituto de Investigación de Políticas de Jerusalén, este enfoque de los derechos de propiedad es inaceptable en el derecho internacional.
Aparte de los previsibles desahucios en Sheij Yarrah, otra serie de factores confluyeron para aumentar la tensión en la ciudad de Jerusalén. Poco después del inicio del mes del Ramadán, las autoridades israelíes decidieron colocar un puesto de control a la entrada de la ciudad vieja de Jerusalén, a la altura de la Puerta de Damasco. Poco después prohibieron que los palestinos se reuniesen allí con sus amigos y familia tras el ayuno, una tradición extendida entre la comunidad palestina de la ciudad; cuando estos se negaron a cumplir la norma, la policía cargó con violencia contra ellos. Estos choques se extendieron durante dos semanas hasta que al final la policía decidió consentir las reuniones en la puerta de Damasco.
Aunque la ciudad de Jerusalén experimenta periódicos enfrentamientos entre las comunidades judía y palestina que la conforman, la tensión en la ciudad fue en aumento tras una marcha convocada por la plataforma ultraderechista Lehava, que atravesó la Puerta de Damasco en su camino hacia la ciudad vieja de Jerusalén cantando «Muerte a los árabes». En este punto tuvo lugar un enfrentamiento entre los radicales israelíes y grupos de palestinos, mientras que la policía hizo uso de gases lacrimógenos, granadas aturdidoras y cañones de agua para frenar las protestas. Según la Media Luna Roja, más de 100 palestinos resultaron heridos, mientras que otros 50 fueron detenidos. Unos 20 policías israelíes también sufrieron heridas.
Otro de los motivos de la elevada tensión en la ciudad fueron, según la propia policía israelí, las acciones llevadas a cabo por el parlamentario ultraderechista y kahanista Itamar Ben Gvir. De hecho, el jefe de la policía israelí, Kobi Shabtai, lo señaló directamente afirmando que «El responsable de esta Intifada es Itamar Ben Gvir». Entre otras medidas provocadoras, este diputado israelí montó una «oficina parlamentaria» (en palabras de The Times of Israel, «una mesa bajo un toldo») en el barrio palestino de Sheij Yarrah. Otra importante provocación provino del vicealcalde de Jerusalén Aryeh King, quien acudió a Sheij Yarrah y dijo a uno de los principales activistas antidesahucio: «qué lástima que no te pegasen un tiro en la cabeza».

## Protestas y enfrentamientos

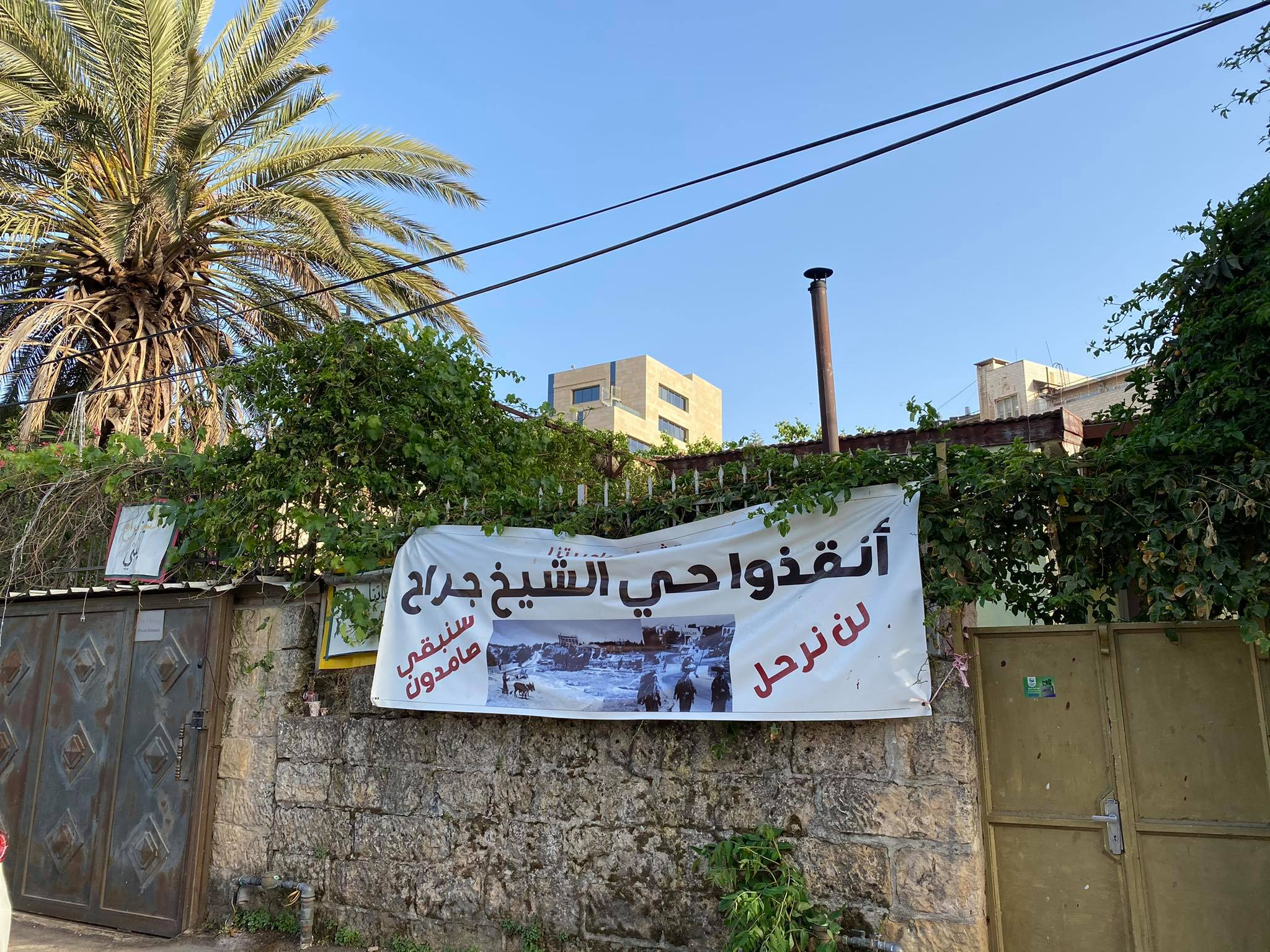
Cartel que dice «Salva a Sheij Jarrah» en las paredes del barrio palestino, 9 de mayo de 2021.

Palestinos e israelíes se enfrentaron por primera vez el 6 de mayo del 2021 y fueron disueltos por la intervención de la policía israelí, que arrestó al menos a 7 personas. Siguieron más enfrentamientos en la mezquita de Al-Aqsa. La Sociedad de la Media Luna Roja palestina dijo que 136 personas resultaron heridas en Jerusalén esa noche, y el gobierno israelí dijo que seis policías también resultaron heridos. Se produjeron más enfrentamientos el 8 de mayo, fecha de la noche santa islámica de Laylat al-Qadr. Multitudes palestinas arrojaron piedras, encendieron fogatas y corearon «Atacad Tel Aviv» y «Judíos, recuerden Jáibar, el ejército de Mahoma está regresando» mientras sostenían banderas de Hamás. Asimismo, multitudes israelíes coreaban «Solo por esta vez, Dios, que de un solo golpe pueda vengarme de los palestinos (¡que se borre su descendencia!) por mis dos ojos» mientras celebraban el asalto de la mezquita de Al-Aqsa.
La policía israelí, con equipo antidisturbios y algunos a caballo, utilizó granadas paralizantes y cañones de agua. Al menos 80 personas resultaron heridas. En la mañana del 9 de mayo, las fuerzas israelíes irrumpieron en la mezquita de Al-Aqsa, el tercer lugar más sagrado del Islam, e hirieron a cientos. Los palestinos arrojaron piedras, petardos y objetos pesados, mientras que la policía israelí disparó granadas paralizantes y balas de goma. El asalto se produjo antes de la marcha de la bandera que se realiza tradicionalmente el Día de Jerusalén, en la que nacionalistas judíos atraviesan la Ciudad vieja de Jerusalén y, en concreto, su barrio musulmán enarbolando banderas israelíes.
Al menos 215 palestinos resultaron heridos, 153 de los cuales fueron hospitalizados. Los ciudadanos palestinos de Israel se organizaron entonces y alquilaron autobuses para viajar a Jerusalén y rezar en la mezquita de al-Aqsa. La policía detuvo los autobuses en mitad de la autovía y les impidió el paso, por lo que cientos de ciudadanos israelíes vieron cómo se les impedía acudir a rezar a uno de sus más venerados centros de oración en pleno mes de Ramadán. Cuando iniciaron el camino a pie, la policía volvió a cortarles el paso y les lanzó gases lacrimógenos. Los militantes de Hamás y la Yihad Islámica palestina en la Franja de Gaza lanzaron cohetes contra Israel durante la noche.

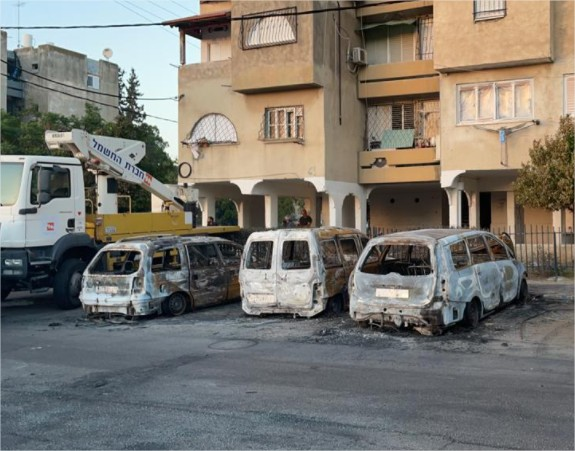
Vehículos de propiedad de judíos incendiados por sus conciudadanos árabes durante los disturbios. 12 de mayo de 2021.

Las protestas y los disturbios generalizados se intensificaron en todo Israel, particularmente en ciudades con una gran población árabe. Durante la tarde y la noche del 10 de mayo, estallaron disturbios en Lod. Ciudadanos árabe-israelíes comenzaron a amotinarse en la ciudad, algunos de los cuales vivían en Jerusalén Este. Los incidentes de violencia incluyeron destrozar sinagogas, arrojar cócteles Molotov, arrojar piedras, disparar contra judíos, incendiar la escuelas, incendiar instituciones públicas, incendiar hogares judíos, destruir señales de tránsito y quemar Cubos de basura, automóviles privados y vehículos policiales.
Un judío abrió fuego contra los manifestantes, matando a uno e hiriendo a dos. El mismo día, un judío fue herido en la cabeza por piedras que le arrojaron los alborotadores y murió a causa de sus heridas una semana después.  El 11 de mayo, el alcalde de Lod, Yair Revivo, instó al primer ministro Benjamín Netanyahu a desplegar la policía de fronteras israelí en la ciudad, diciendo que la ciudad había «perdido por completo el control» y describiendo la situación como «casi una guerra civil».

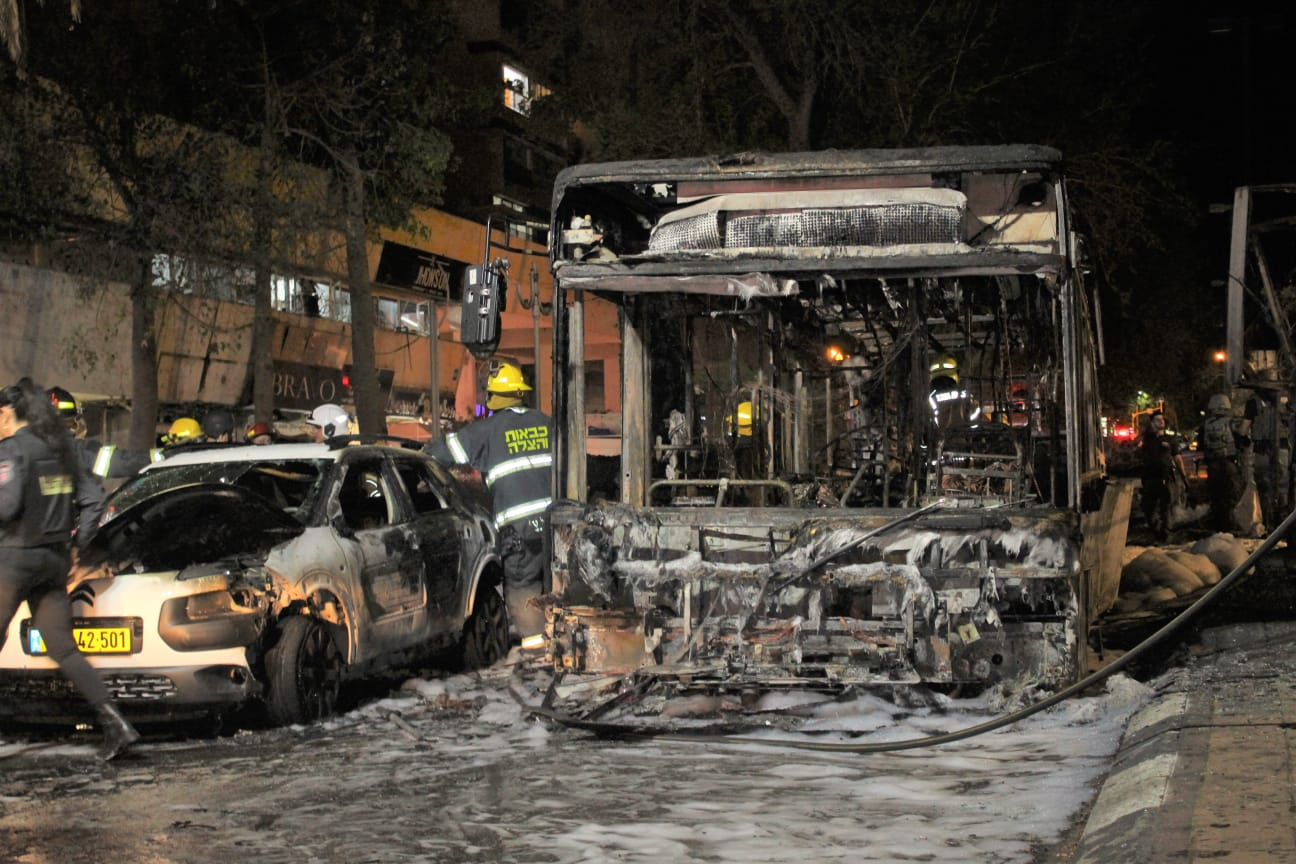
Impacto de un cohete en un autobús en Holon el 11 de mayo de 2021; la explosión destruye los automóviles cercanos (fotografiado por Yoav Keren).

El 12 de mayo, en la ciudad costera de Bat Yam, una multitud de judíos ultraderechistas provocaron disturbios y vandalizaron los negocios y viviendas árabes de la ciudad. Muchos de ellos sacaron a un conductor árabe de su coche y lo golpearon hasta causarle heridas de gravedad. La policía no intervino en toda la noche, pese a que protestas explícitamente violentas habían sido anunciadas horas antes en las redes sociales. Esa misma noche, multitudes de judíos salieron a las calles de Tiberíades y Haifa buscando a ciudadanos árabes a los que golpear. En Jerusalén, un árabe fue apuñalado en el mercado Mahane Yehuda y resultó herido de gravedad. En Tamra, un hombre judío fue apuñalado por manifestantes árabes. En la noche del 13 de mayo, un soldado israelí de 19 años fue golpeado brutalmente en las calles de Jaffa por una multitud de manifestantes árabes. La noche del viernes 14, en esa misma ciudad, la casa de una familia árabe fue pasto de las llamas después de que arrojasen un cóctel molotov a través de su ventana; un niño de 12 años y una niña de 10 acabaron ingresados en el hospital con quemaduras de segundo grado. En Acre, un hombre judío fue golpeado en la calle por una multitud de árabes y acabó también en condición crítica. También tuvieron lugar altercados en las localidades israelíes de Baqa al-Gharbiyye, Nahf, Fureidis, Haifa, Tamra, Umm al-Fahm y Jisr az-Zarqa, así como en los barrios palestinos de Jerusalén de At-Tur, Silwan, Sheij Yarrah, Beit Hanina y en el campamento de refugiados palestinos de Shufat. En Lod, un manifestante que iba a lanzar un artefacto incendiario contra un edificio municipal resultó herido por un disparo de francotirador de un policía israelí. En Kafr Kanna, hubo 9 heridos en las protestas contra la detención de un clérigo local por incitación a la violencia; poco después se descubrió que, de hecho, este clérigo había condenado la violencia en varios vídeos unos días antes.

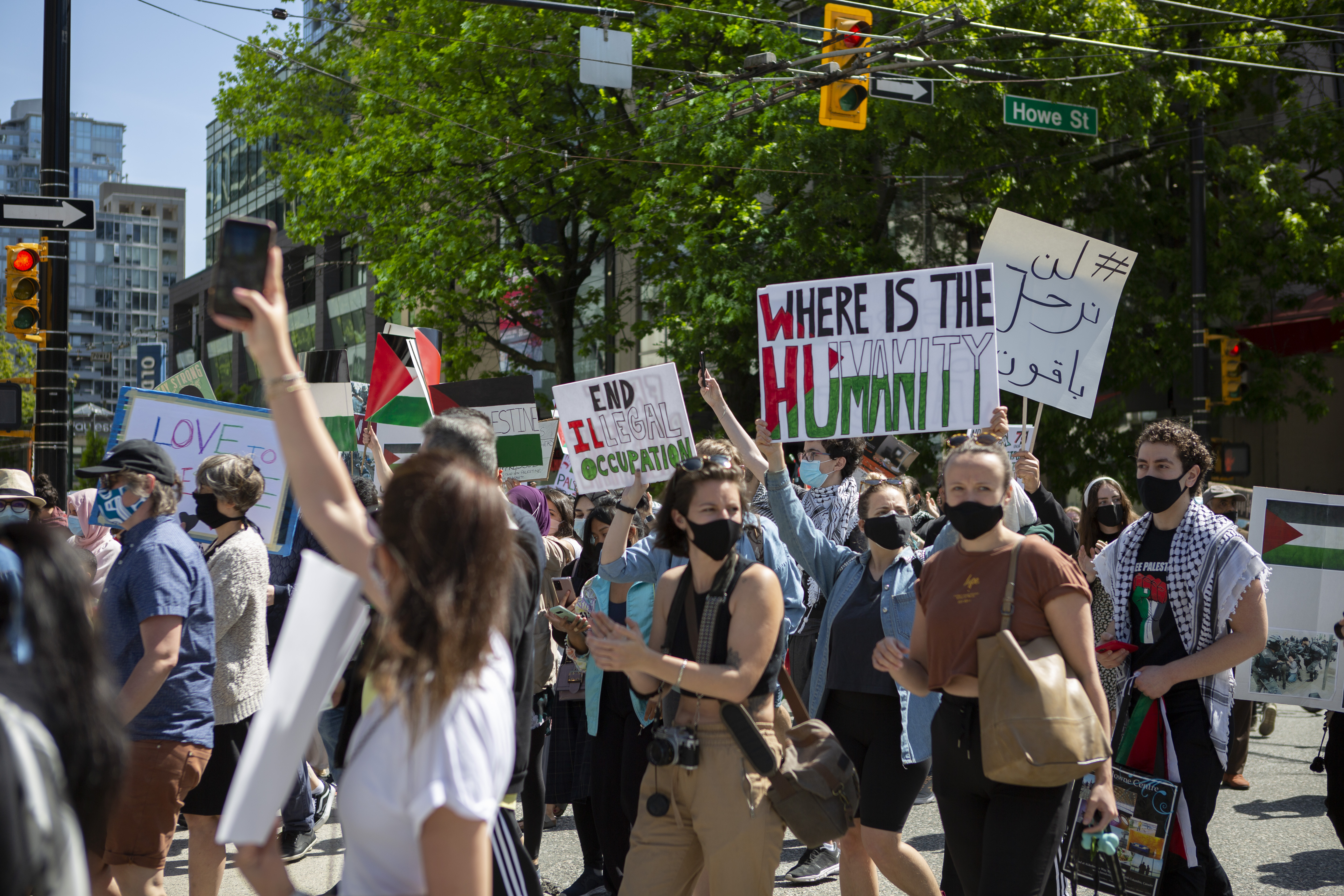
Vancouver, Canadá, 15 de mayo de 2021

Según denunció el diario israelí Haaretz, a fecha del 17 de mayo, la policía israelí había presentado cargos contra 116 personas por los disturbios que tuvieron lugar durante el conflicto; todas ellas eran de origen árabe. El 18 de mayo, cientos de miles de ciudadanos palestinos de Israel fueron a la huelga como protesta por el tratamiento que reciben por parte del Estado. Los palestinos de la Franja de Gaza y de Cisjordania se unieron a la huelga para protestar por este trato discriminatorio, por los bombardeos de la Franja de Gaza y por los desahucios en Jerusalén Este. Los manifestantes se reunieron en las plazas de ciudades como Jaffa, Umm al-Fahm, Hebrón, Nablus, Yenín o Ramala y ondearon banderas palestinas. La compañía israelí de telecomunicaciones Cellcom anunció el cese de sus servicios durante una hora en un gesto de apoyo a la reconciliación entre árabes y judíos, pero una serie de políticos y líderes de colonos israelíes anunciaron un boicot de la empresa que la hizo caer un 2 % en bolsa. Mientras tanto, las protestas en Cisjordania se saldaron con tres manifestantes muertos y 72 heridos por disparos de soldados israelíes.

### Protestas internacionales

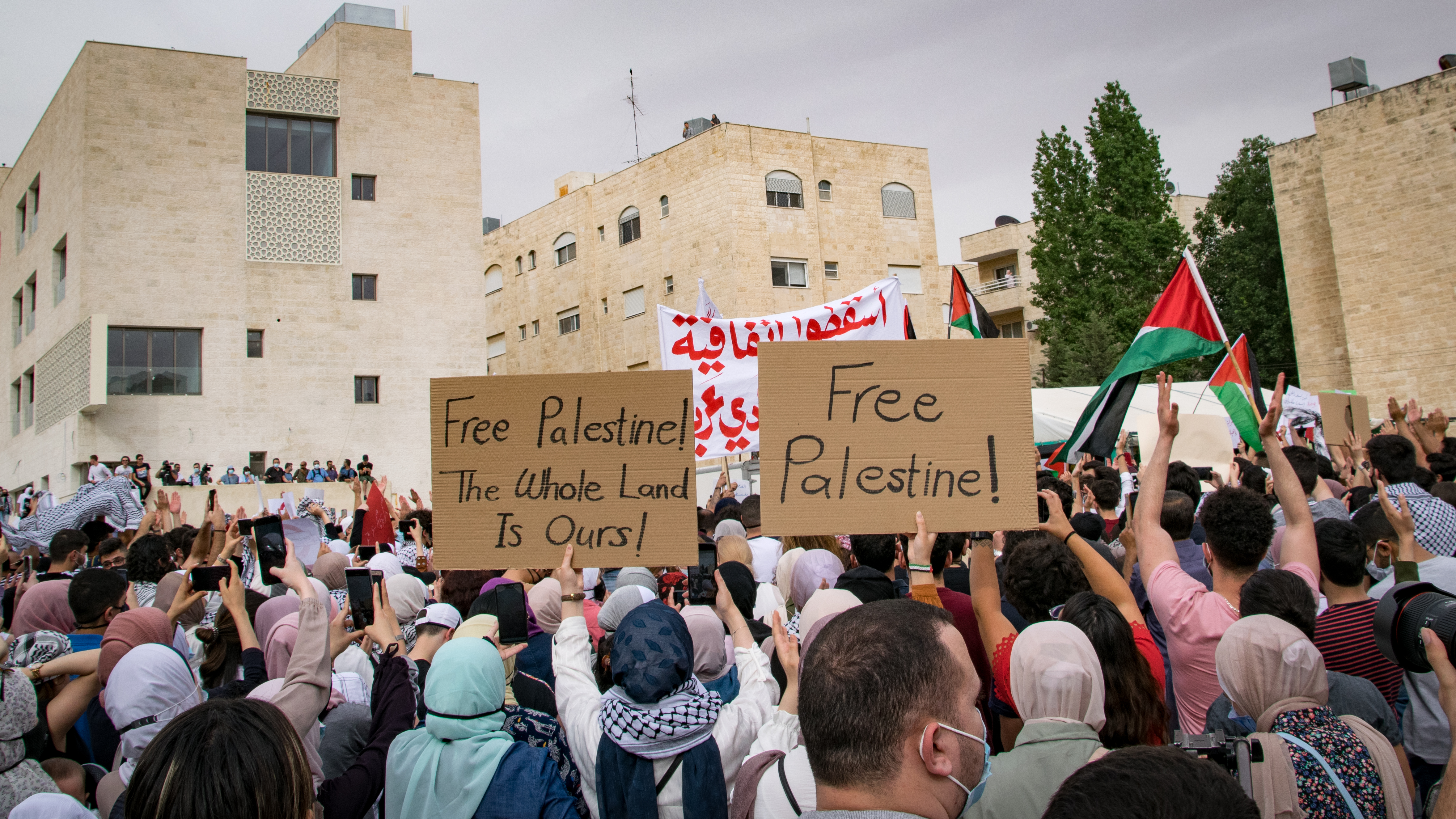
Manifestación pro palestina en Amán, Jordania el 9 de mayo de 2021

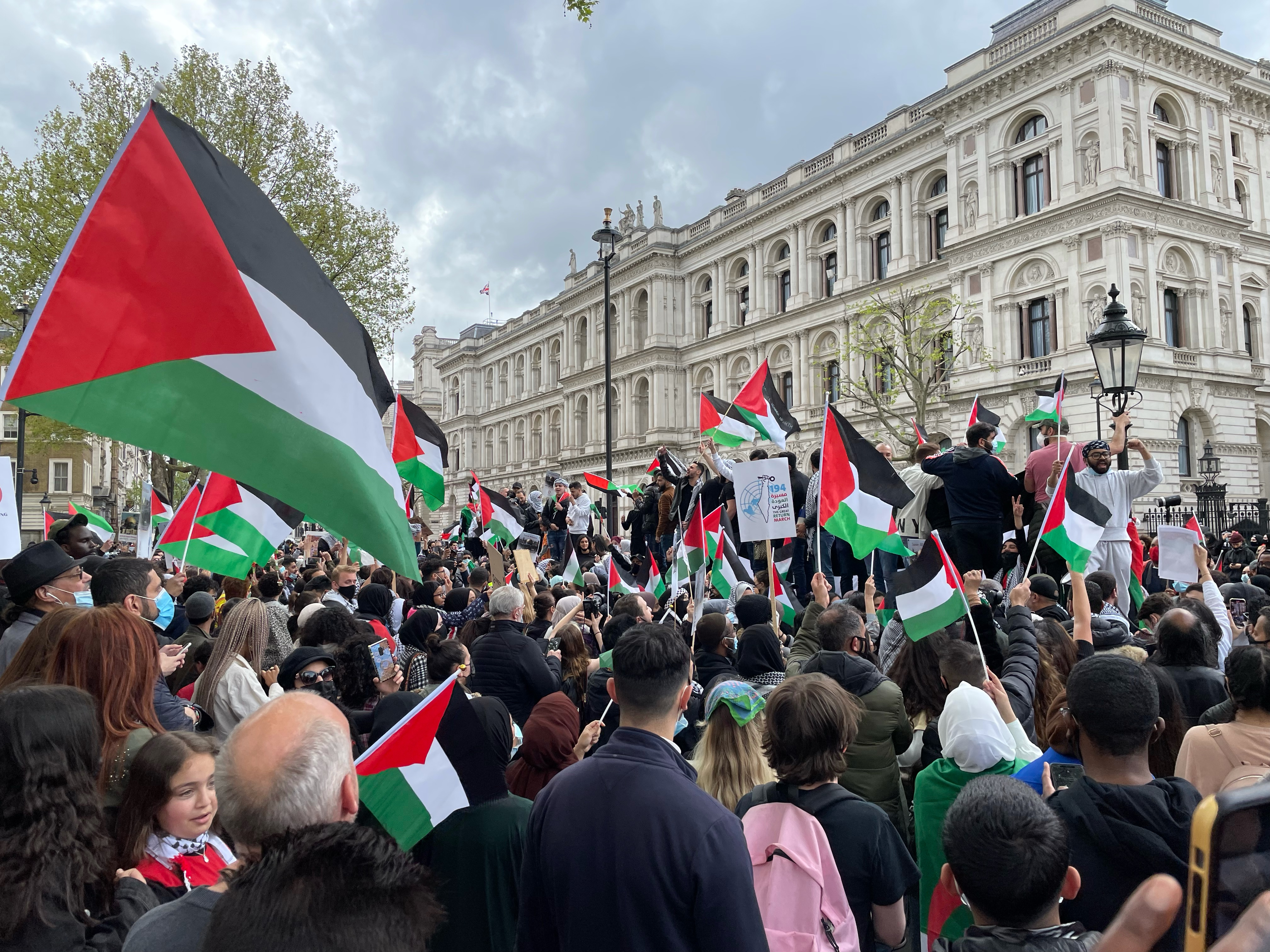
Manifestación pro palestina en Londres, Inglaterra el 9 de mayo de 2021

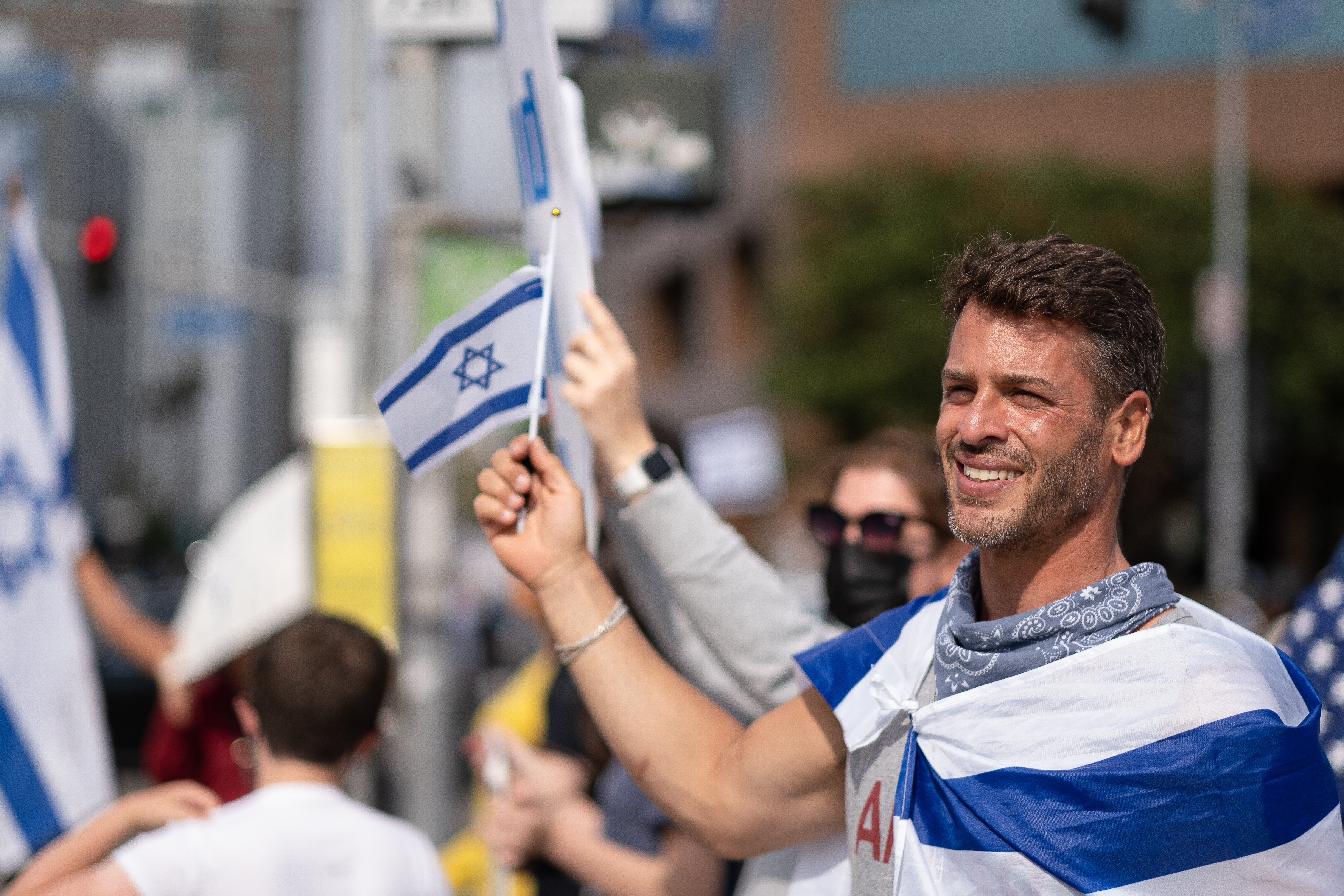
Manifestación de apoyo al Estado de Israel en Los Ángeles, California el 16 de mayo de 2021

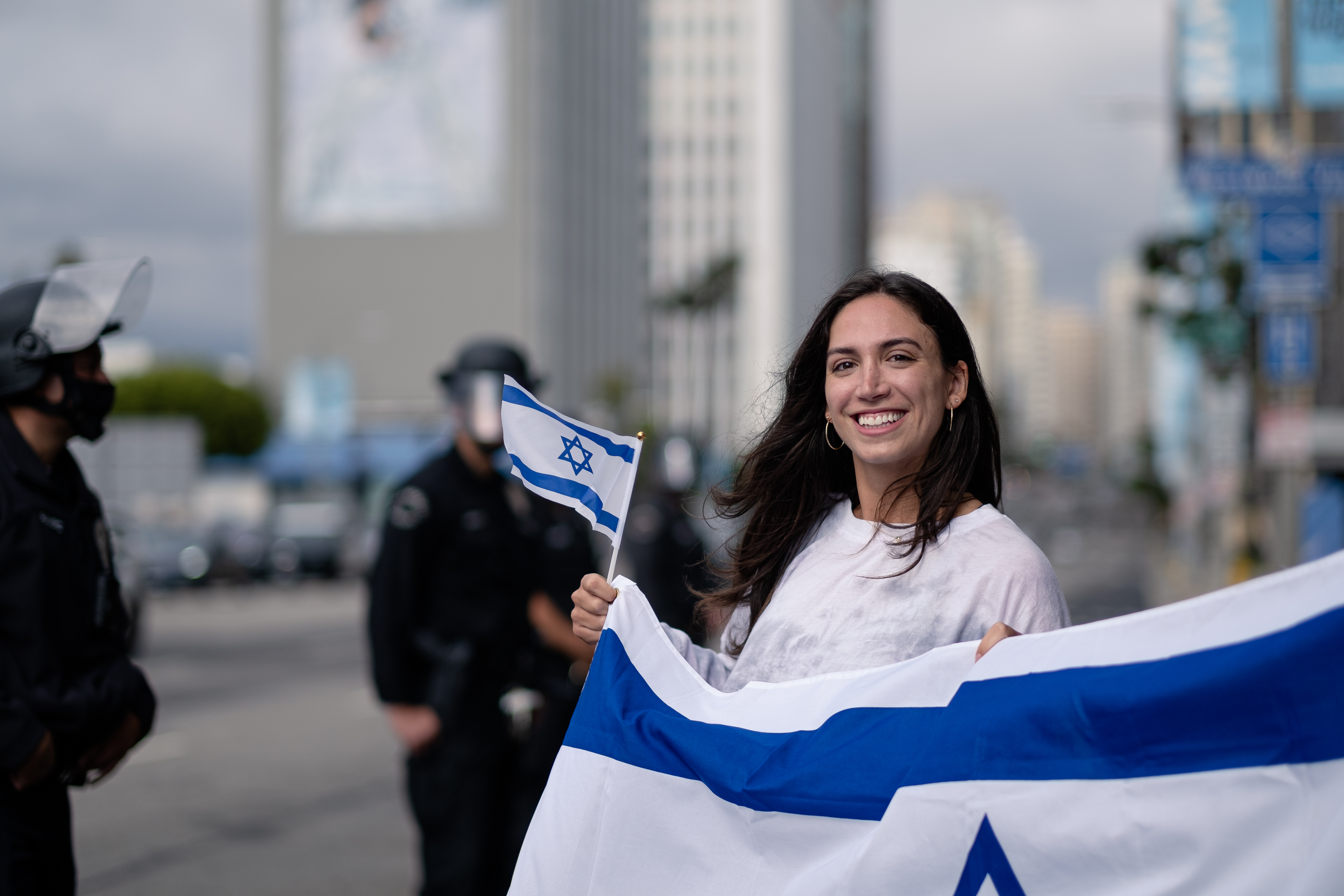
Demostracion de apoyo a Israel frente al Federal Building de Los Ángeles, California, el 16 de mayo de 2021

Varias protestas tuvieron lugar en muchas ciudades del mundo para mostrar solidaridad con el pueblo palestino así como también con el Estado de Israel.
En el Reino Unido el 9 de mayo hubo protestas organizadas por la Asociación Musulmana del Reino Unido en Londres, Mánchester, Birmingham y Bradford, en oposición a los posibles desalojos. Una campaña británica, «Amigos de Al-Aqsa», envió al menos 45 000 correos electrónicos a los miembros del parlamento, cuyo organizador Ismail Patel dijo que estaba «abrumado» y dijo que «demuestra que los líderes de los principales partidos políticos británicos, que en gran parte se han mantenido tranquilos sobre la crisis en la mezquita de Al-Aqsa de Jerusalén y el barrio de Sheikh Jarrah, están fuera de contacto con la opinión pública».
El 10 de mayo, miles de jordanos protestaron frente a la embajada de Israel en Amán. Además, miles de turcos, sirios y palestinos protestaron frente al consulado israelí en Estambul. Los manifestantes se reunieron en Turquía a pesar del cierre completo debido al COVID-19, con banderas palestinas y turcas en sus manos, «¡El ejército turco va a Gaza!» gritó consignas en la forma.
El 11 de mayo, cientos de sudafricanos realizaron una protesta pro palestina en Ciudad del Cabo. También cientos de manifestantes realizaron una protesta pro palestina en Brighton. Los manifestantes pro israelíes y palestinos en Manhattan se enfrentaron. En la tarde se llevó a cabo una manifestación pro palestina en Constitution Avenue en Washington D. C. El Consejo de Relaciones Estadounidenses-Islámicas (CAIR) y los Musulmanes Estadounidenses por Palestina organizaron una protesta pro palestina frente al Departamento de Estado en Washington D. C. A la protesta asistieron los representantes Rashida Tlaib y André Carson.
El 15 de mayo, miles de personas asistieron a manifestaciones en Irlanda, en Cork, Galway y Dublín, incluso fuera de la Embajada de Israel, en apoyo a Palestina. Ese mismo día hubo manifestaciones propalestinas en las ciudades canadienses de Toronto (entre 2500 y 5000 personas), Ottawa (entre 2000 y 3000), Montreal (varios miles), Vancouver (unos 1000), Halifax, Edmonton y Winnipeg. En Toronto, una contramanifestación con simpatizantes pro Israel fue agredida por una banda pro palestina con enmascarados. Muchos de los manifestantes judíos resultaron heridos. Los pandilleros atacaron violentamente a un anciano así como también a otros manifestantes. De acuerdo al Centro Por Israel y los Asuntos Judíos (CIJA), «un grupo de manifestantes que portaba una bandera palestina arremetió contra un pequeño número de manifestantes pro-israelíes y agredió brutalmente a un pequeño número de manifestantes pro-israelíes». Al día siguiente varios cientos de manifestantes, envueltos en banderas israelíes, se habían reunido en la plaza central de Montreal para expresar su solidaridad con el estado judío. Aunque la protesta había comenzado pacíficamente, las tensiones aumentaron con la llegada de manifestantes pro palestinos y pronto estallaron enfrentamientos. La policía local debió intervenir arrojando gases para dispersar a los manifestantes. En Alemania, unos 6500 manifestantes protestaron contra Israel en Berlín, a los que se unieron otros miles en Mannheim, Colonia, Hamburgo, Leipzig, Frankfurt, Stuttgart y Hannover. En varias de estas manifestaciones se oyó el grito de «muerte a los judíos», se quemaron banderas de Israel y acabaron violentamente, incluyendo cánticos antisemitas, llamados a la violencia contra Israel, profanación de monumentos a las víctimas del Holocausto y ataques contra al menos dos sinagogas.
El 18 de mayo manifestantes pro israelíes y en solidaridad con el pueblo judío se dieron cita en la Puerta de Brandeburgo, uno de los principales símbolos de la capital alemana.
El viernes 21 de mayo, tras certificarse el alto el fuego, unas 10 000 personas se manifestaron en la región jordana de Sweimeh (cerca de la frontera palestina) para celebrar la «victoria de la resistencia» palestina frente a Israel. Los manifestantes llevaban pancartas en las que se podía leer «Jerusalén es el símbolo de nuestra victoria», «enhorabuena por la victoria de la resistencia» y «la resiliencia de Gaza nos llevó a la victoria».
El 22 de mayo, Londres atrajo unos 180 000 manifestantes, según los organizadores, en solidaridad con el pueblo palestino. Hubo también manifestaciones en Bristol, Peterborough y Nottingham. En Australia, cientos de manifestantes se reunieron frente al parlamento en Adelaida, mientras que otros miles acudieron a sendas manifestaciones en Melbourne y Sídney. En París, unas 4000 personas se manifestaron también a favor del pueblo palestino. Bertrand Heilbronn, presidente de la Asociación por la Solidaridad entre Francia y Palestina, declaró que «esta lucha afecta a todos aquellos que aprecian los valores de justicia, dignidad y ley». En Lyon, según datos oficiales, unas 1100 personas se manifestaron contra las acciones israelíes, lo que suponía mantener la cifra de la semana anterior. En Lille, la cifra de manifestantes propalestinos fue de entre 650 y 1.000. También hubo manifestaciones a favor de Palestina en Estrasburgo, Toulouse y Montpellier.
El 23 de mayo, unas 1500 personas se congregaron en una manifestación pro-Israel en Londres organizada por la Federación Sionista de Gran Bretaña e Irlanda, después de que se acordara un alto el fuego que puso fin a once días de intensos combates con Hamás. Los manifestantes criticaron el sesgo en la cobertura por parte de los medios a favor de Hamás. Además, pidieron la paz, con la opinión generalizada de que Israel había sido arrinconado y necesitaba proteger a sus ciudadanos de las descargas indiscriminadas de cohetes contra sus centros de población. La embajadora de Israel en el Reino Unido, Tzipi Hotovely, declaró que estaba «conmovida al ver las calles de Londres coloreadas de azul y blanco».

## Bombardeos

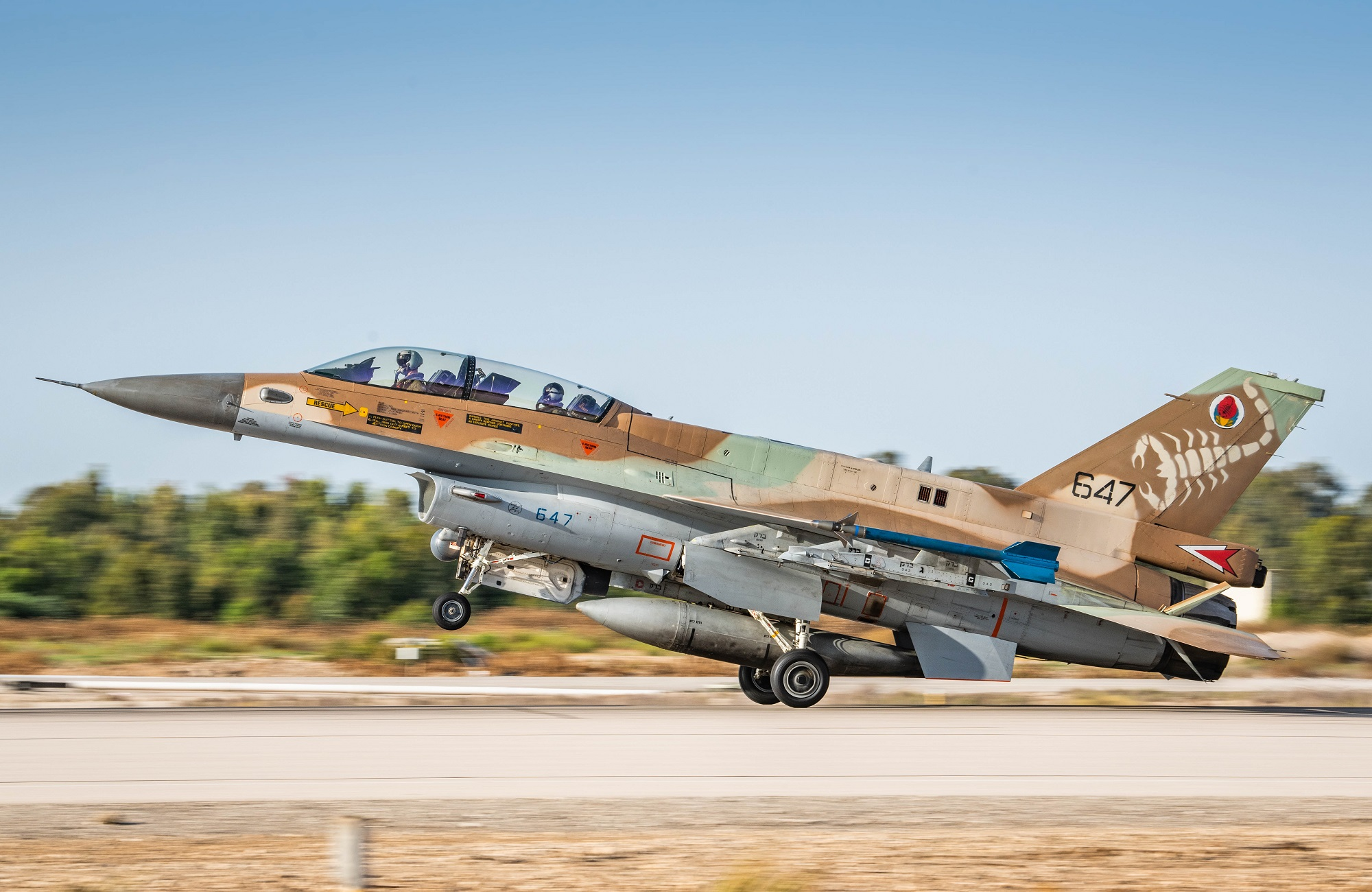
F-16 Fighting Falcon israelí participando en las operaciones el 13 de mayo de 2021.

El 10 de mayo de 2021 Hamás y la Yihad Islámica lanzaron una andanada de cohetes que causaron heridas al menos a 20 personas. En una primera instancia Israel activó el sistema de defensa aérea con las baterías de la Cúpula de Hierro, neutralizando así la lluvia de cohetes, para posteriormente bombardear la Franja de Gaza. Según el Ministerio de Salud de la Franja de Gaza, los ataques aéreos fallidos y los disparos de cohetes mataron a 35 palestinos, diez de los cuales eran niños, y 233 más resultaron heridos, mientras que en Israel al menos cinco personas también murieron por el lanzamiento de los cohetes por parte de los palestinos.
También murieron un comandante de Hamás, identificado como Mohammed Abdullah Fayyad, así como dos comandantes de alto rango de la Yihad Islámica palestina. Otro miembro de Hamás fue muerto al día siguiente.[cita requerida]
Ese mismo día, Israel prohibió el acceso a la Franja de Gaza a toda la prensa extranjera.
El 11 de mayo, Hamás y la Yihad Islámica respondieron a las incursiones israelíes lanzando cientos de cohetes contra Asdod y Ascalón, matando a dos personas e hiriendo a más de 90. Hamás declaró que había realizado su «bombardeo más grande de todos los tiempos», disparando 137 cohetes en cinco minutos. También murió una tercera mujer israelí de Rishon LeZion. La Torre Hanadi, un residencial de 13 pisos en Gaza, se derrumbó el 11 de mayo después de ser golpeada por un ataque aéreo de Israel. Hamás y la Yihad Islámica respondieron disparando 130 cohetes contra Tel Aviv.
El 12 de mayo, la Fuerza Aérea de Israel destruyó decenas de instalaciones policiales y de seguridad a lo largo de la Franja de Gaza; Hamás dijo que su cuartel general de policía estaba entre los objetivos destruidos. También se lanzaron más de 850 cohetes desde Gaza hacia Israel. Según el ejército israelí, al menos 200 cohetes no alcanzaron Israel y cayeron dentro de la Franja de Gaza. Durante los primeros tres días de los ataques aéreos, 53 palestinos murieron, catorce de los cuales eran niños y tres mujeres, y 320 más resultaron heridos. Varias víctimas murieron durante bombardeos sobre edificios residenciales, granjas, vehículos civiles y en las calles. Ese mismo día, Israel derribó con sus bombardeos dos bloques de pisos en la ciudad de Gaza: Al-Jawhara y Al-Shorouk. Según Reporteros Sin Fronteras, el primero albergaba las oficinas de 14 medios de comunicación distintos, entre los que destacaban Al-Araby TV, la televisión jordana Al-Mamlaka, el Foro de Periodistas Palestinos y la agencia de noticias Sabq24. En cuanto al edificio Al-Shorouk, albergaba siete medios de comunicación, incluidas Al-Aqsa TV, Al-Quds Today y Al-Hayat al-Jadida.
El 14 de mayo las fuerzas terrestres y aéreas de Israel comenzaron un nuevo ataque en la Franja de Gaza. A estas alturas, los bombardeos israelíes habían dañado ya 6 hospitales y 11 centros de atención primaria, así como el único laboratorio de análisis para la COVID-19.

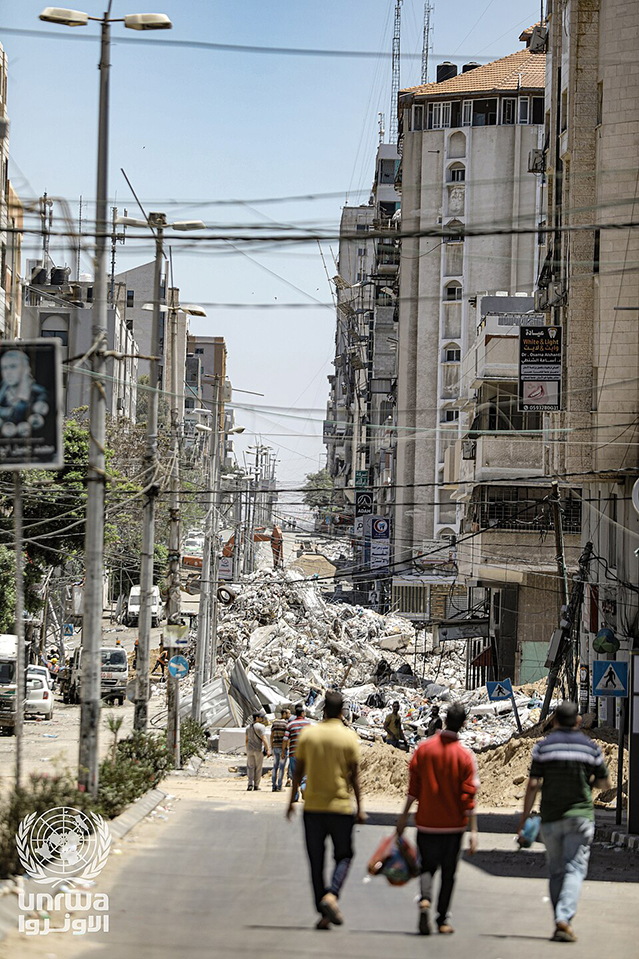
Edificio destruido por un bombardeo israelí en Gaza durante el conflicto

Ese mismo día las Fuerzas de Defensa de Israel afirmaron tener tropas en tierra y en el aire atacando la Franja de Gaza, aunque esta información fue posteriormente retractada y seguida de una disculpa por engañar a la prensa. De acuerdo con los primeros informes, se anunció que las tropas israelíes serían enviadas a Gaza y, según dichos informes, las fuerzas terrestres se posicionaron a lo largo de la frontera como si se estuvieran preparando para lanzar una invasión. Ese mismo día, la Fuerza Aérea Israelí lanzó un bombardeo masivo sobre la extensa red de túneles subterráneos de Hamás, conocida por los mandos del ejército israelí como «el metro», así como sobre sus posiciones terrestres. Se sospechaba que los informes de una invasión terrestre israelí habrían sido una artimaña deliberada para atraer a los combatientes de Hamás a los túneles a fin de preparar las posiciones terrestres para hacer frente a las fuerzas israelíes, de modo que un gran número de ellos pudieran morir en los ataques aéreos. Según un funcionario israelí, los ataques mataron a cientos de miembros de Hamás y, además, 20 comandantes de Hamás resultaron muertos y la mayoría de la capacidad de producción de cohetes fue destruida. Sin embargo, poco después quedó claro que el ataque había tenido un éxito limitado y que quizá algunas docenas de milicianos de Hamás podrían haber muerto a causa de él. Por su parte, Yahya Sinwar, el líder militar de Hamás, negó que los bombardeos israelíes hubiesen destruido su infraestructura subterránea y afirmó que solo un 3 % de esta se había visto afectada. La cadena de televisión catarí Al Jazeera grabó un vídeo en el que mostraba los túneles que se encuentran bajo la Franja poco después del alto el fuego, y un operativo de Hamás confirmaba la versión de su líder y declaraba que los daños ya habían sido reparados.
En total, 160 aviones de la Fuerza Aérea israelí dispararon 450 misiles contra 150 objetivos en unos ataques que duraron unos 40 minutos. También en esa jornada, un dron de Hamás fue derribado por las fuerzas de defensa aérea israelí.
El 15 de mayo, ocho niños y dos mujeres de la misma familia murieron en el campamento de refugiados de Al Shati al desplomarse el inmueble donde vivían tras un bombardeo israelí.
Fuentes israelíes cifraron, el día 15 por la mañana, en 200 los lanzamientos de cohetes desde la Franja hacia Israel desde las 19.00 del día anterior, que habían causado un muerto pero ningún herido. La ONU denunció el 15 de mayo que los bombardeos israelíes habían destruido o dañado gravemente 24 escuelas a lo largo de la Franja de Gaza.

### Destrucción de la Torre al-Jalaa

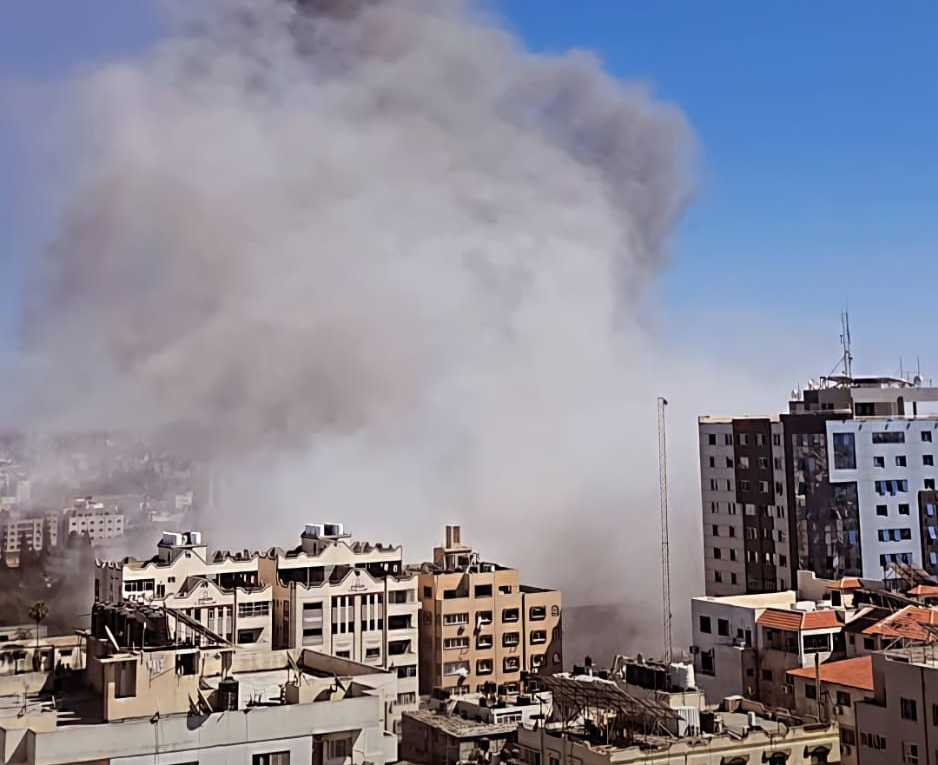
Bombardeo israelí de la Torre Al-Jalaa en Gaza, donde el ejército israelí aseguraba que se encontraban instalaciones del servicio de inteligencia de Hamás, así como también las oficinas de Associated Press y Al-Jazeera, entre otras (15 de mayo de 2021)

El mismo día, otro bombardeo israelí derrumbó la torre al-Jalaa de 12 plantas en la ciudad de Gaza, sede de las oficinas locales de Associated Press, Al Jazeera y otros medios internacionales. Las Fuerzas Armadas de Israel emitieron un comunicado oficial alegando que «El sitio fue utilizado por la organización terrorista Hamás para la investigación y el desarrollo de inteligencia y para llevar a cabo operaciones SIGINT (inteligencia de señales), ELINT (inteligencia de señales electrónicas) y EW (guerra electrónica), dirigidas tanto a la actividad operativa de las FDI como a los sistemas civiles en Israel. Uno de los principales objetivos de estos esfuerzos era desarrollar un sistema que interrumpiera el sistema de defensa aérea Cúpula de Hierro»; tras lo que agregó que «El objetivo era de alto valor militar para Hamás y fue investigado de acuerdo con procedimientos rigurosos dentro de las FDI y de conformidad con el derecho internacional....Se hicieron esfuerzos considerables para que los civiles pudieran evacuar el edificio. El proceso de evacuación fue meticuloso y, como resultado, ningún civil resultó herido». Así mismo declara que «Este evento debe ser puesto en un contexto en el que Hamás opera intencionadamente entre la población civil de Gaza y lo hace con el fin de obstaculizar la actividad operativa de las FDI». Por su parte, Hamás negó haber usado la Torre al-Jalaa y calificó el ataque como un «crimen de guerra». Un portavoz de Hamás, Hazem Qassem, declaró ante un reportero de la BBC que «las constantes mentiras de [las autoridades de] la ocupación israelí sobre la presencia de oficinas de Hamás en la Torre al-Jalaa son un intento fallido de justificar su crimen, que tenía como objetivo un edificio civil que alberga las oficinas de los medios de comunicación y los canales de televisión internacionales».
Tras reunirse con Gilad Erdan, embajador de Israel en los Estados Unidos y en las Naciones Unidas, The Associated Press emitió una declaración que calificó dicha reunión como una «conversación positiva y constructiva». Aun así, en ese mismo comunicado, The Associated Press denunciaba que «todavía no ha recibido prueba alguna que demuestre las acusaciones de Israel y reiteraba su exigencia de que Israel publique completamente todas las pruebas que tenga para que los hechos salgan a la luz».
El Secretario de Estado de los Estados Unidos, Antony Blinken, declaró el 17 de mayo que no había visto aún ninguna prueba de que la Torre al-Jalaa albergase oficinas de Hamás. Al día siguiente afirmó haber recibido información por canales secretos, pero no comentó de qué tipo de información se trataba ni si justificaba el ataque israelí sobre la torre que albergaba las oficinas de los medios de comunicación.
Al-Jazeera por su parte calificó el ataque de una violación del derecho internacional, mientras que Associated Press exigió una investigación independiente del bombardeo. El secretario general de Reporteros sin Fronteras, Christophe Deloire, recordó que «atacar deliberadamente a los medios de comunicación constituye un crimen de guerra».
Tras este ataque, esta misma ONG cifró en más de 20 las agencias de noticias cuyas oficinas habían sido destruidas por los bombardeos israelíes.
El 16 de mayo, al menos 42 palestinos, entre ellos 10 niños, murieron en un ataque israelí contra tres edificios en la Franja de Gaza. Este mismo día, la ONU denunció que los bombardeos israelíes habían destruido o dañado seriamente 40 escuelas y 4 hospitales, así como los principales accesos al principal hospital de Gaza. Esa misma noche, otro bombardeo israelí impactó en una clínica de Médicos Sin Fronteras e inutilizó una sala de esterilización. No hubo heridos en la clínica, pero ese mismo bombardeo causó muertos en los alrededores. Al día siguiente, 17 de mayo, un bombardeo israelí golpeó la sede gazatí de la Media Luna Roja catarí, matando a dos personas e hiriendo a otras 10. En la noche del 17 de mayo de 2021, la fuerza aérea israelí utilizó 54 aviones de combate para nuevos ataques contra la Franja de Gaza, con el objetivo de destruir 15 kilómetros del sistema de túneles de Hamás que se encuentra en gran parte bajo la ciudad de Gaza. El mismo día, el ejército israelí informó que destruyó unos cien kilómetros del sistema de túneles en mayo de 2021, matando a uno de los comandantes de más alto rango de la Yihad Islámica. El 19 de mayo, un ataque israelí mató a cuatro personas en la ciudad de Gaza, incluido un periodista de la cadena de radio local Voz de Al-Aqsa.

### Incidentes relacionados con UNRWA

#### Declaraciones del jefe de UNRWA en Gaza
A pesar de que los líderes de Hamás minimizaron los daños infligidos por la aviación israelí, el director de operaciones de la Agencia de Naciones Unidas para los Refugiados Palestinos en Oriente Próximo (UNRWA) en Gaza, Matthias Schmale, declaró que los ataques de las FDI fueron «precisos y sofisticados» y agregó que «no alcanzaron, con algunas excepciones, objetivos civiles, pero la crueldad, la ferocidad de esos ataques se sintieron mucho», así como que «hubo una inaceptable e insoportable pérdida de vida entre los civiles». Matthias Schmale se disculpó inmediatamente por sus declaraciones y declaró que de ninguna manera pretendía exonerar a Israel de la muerte de civiles, además de declarar que los ataques de 2021 habían sido mucho más crueles que los de 2014. Además de reconocer que se «arrepentía sinceramente» de sus declaraciones y del daño que había causado, quiso dejar claros una serie de puntos: «no hay justificación alguna por el asesinato de civiles. Un solo civil asesinado es un muerto más de los necesarios. Es simplemente insoportable que tanta gente inocente haya pagado con sus vidas. (...) Mucha gente ha sido asesinada o ha resultado herida de gravedad por ataques directos o como daño colateral de estos ataques. En un lugar tan densamente poblado como la Franja de Gaza, cualquier ataque tendrá enormes efectos dañinos sobre la población y sobre los edificios».

#### Expulsión de los directores
Pese a la rectificación, tanto Schmale como el director adjunto, David de Bold, fueron duramente criticados por múltiples organizaciones palestinas y fueron declarados personas no gratas por «facciones palestinas». Posteriormente ambos directivos de UNRWA fueron expulsados de la Franja de Gaza por sus elogios a los bombardeos israelíes. También se anunció que ya no se les permitirá permanecer en el enclave «debido a sus posiciones hostiles y su parcialidad a favor de la ocupación» ni se les permitirá regresar al enclave costero gobernado por Hamás.
Tras estas manifestaciones ambos fueron llamados a consultas en las instalaciones de UNRWA en Jerusalén por parte de la dirección de este organismo, y Schmale decidió tomarse una «prolongada licencia del trabajo». El comisario general de UNRWA, Philippe Lazzarini, expresó su preocupación por la «magnitud de los ataques dirigidos contra la alta dirección de UNRWA en la Franja de Gaza durante la semana pasada» exigiendo «garantías claras e inequívocas sobre la seguridad del personal en Gaza».

#### Túneles bajo escuelas
Entre los días 13 y 15 de mayo, sin previo aviso, una serie de bombardeos israelíes dañaron las instalaciones de UNRWA en la Franja de Gaza. Dos misiles israelíes golpearon el patio interior de una de las escuelas de URNWA en el barrio de Rimal, en la ciudad de Gaza, «pese a la premisa de inviolabilidad de UNRWA y a pesar de que la escuela había sido designada como refugio para civiles» durante el conflicto. El bombardeo dejó un enorme cráter en el patio de la escuela.
El 31 de mayo de 2021, una vez concluido el conflicto y mientras se investigaba cómo proteger los edificios de los bombardeos, se reveló la existencia de un posible túnel que pasaba bajo esta escuela sin tener puntos de entrada o salida en la misma. La profundidad de este posible túnel es de aproximadamente 7,5 metros por debajo de la superficie.
UNRWA condenó el ataque israelí sobre la escuela y declaró que «afortunadamente, no había personas desplazadas dentro de la escuela en el momento del ataque y este no causó heridas físicas». También condenó «la existencia y el posible uso por los grupos armados palestinos de esos túneles debajo de sus escuelas en los términos más enérgicos posibles. Es inaceptable que los estudiantes y el personal se pongan en peligro de esta manera» y exigió que todas las partes desistan de «toda actividad o conducta que ponga en peligro a los beneficiarios y al personal y socave la capacidad del personal del UNRWA para prestar asistencia a los refugiados palestinos en condiciones de seguridad. Las instalaciones del UNRWA son inviolables y su neutralidad debe respetarse en todo momento».

### Marcha racista y globos incendiarios
Tras 25 días de relativa calma, el 15 de junio, una marcha de nacionalistas de derechas autorizada por el Ministerio del Interior israelí recorrió la Ciudad Vieja de Jerusalén. Unos 5000 manifestantes pasaron frente a la Puerta de Damasco con cánticos como «muerte a los árabes» o «Jerusalén es nuestro». La marcha fue interpretada por los palestinos como una nueva provocación y se enfrentaron a la policía en Jerusalén. Hamás advirtió de que la realización de la marcha podría acarrear la vuelta a los enfrentamientos.
El 15 de junio, coincidiendo con la marcha de las banderas por Jerusalén, las facciones palestinas realizaron un lanzamiento masivo de globos incendiarios causando 26 focos de incendio en el sur de Israel. El ejército israelí respondió estos ataques en la noche del martes, a través de un bombardeo a campos de entrenamiento de Hamás.
Al día siguiente, los globos incendiarios palestinos causaron otros cuatro incendios, y el ejército israelí volvió a bombardear puestos de Hamás en la Franja de Gaza. El día 17 de junio volvieron a lanzar globos incendiarios en el norte de la Franja de Gaza, causando otros 8 focos de incendio. Esa misma noche aviones de las FDI respondieron bombardeando 10 objetivos de Hamás en la Franja de Gaza en respuesta a los ataques con globos incendiarios que había sufrido el sur de Israel en los últimos tres días, sin registrarse heridos ni muertos por los bombardeos.

## Propuestas de alto el fuego
El 12 de mayo, Estados Unidos anunció que Hady Amr, subsecretario adjunto para los Asuntos Israelí-Palestinos y Diplomacia Pública y con la Prensa, sería enviado a la región «inmediatamente». El 13 de mayo, Hamás hizo una propuesta de alto el fuego, afirmando que estaba preparado para detener los ataques sobre una «base mutua». Netanyahu informó a su gabinete que Israel había rechazado la propuesta. El secretario general de Naciones Unidas, António Guterres, pidió un alto el fuego inmediato, «por respeto al espíritu del Aíd», haciendo referencia al Aíd al-Fitr, una fiesta islámica que marca el final del mes sagrado del Ramadán.
China, Noruega y Túnez solicitaron una reunión pública del Consejo de Seguridad de las Naciones Unidas para el 14 de mayo, mientras que Estados Unidos se opuso. El Consejo se reunió en sesión privada en dos ocasiones sin llegar a un acuerdo sobre una declaración por las objeciones de Estados Unidos. Los esfuerzos de tregua de Egipto, Catar y las Naciones Unidas no mostraban hasta ese momento señales de progreso.
Hady Amr llegó a Tel Aviv y se reunión con el ministro de Defensa israelí Benny Gantz para debatir cómo lograr una «calma sostenible» antes de la reunión del Consejo de Seguridad de la ONU el 16 de mayo. Ese día, el presidente estadounidense Joe Biden mantuvo conversaciones telefónicas con el primer ministro Benjamin Netanyahu y el presidente palestino Mahmoud Abbas. También el 16 de mayo, la ONU llevó a cabo su tercera reunión de urgencia e instó a Israel y Palestina a un alto el fuego inmediato que detuviese en derramamiento de sangre. Estados Unidos volvió a bloquear una declaración conjunta que pedía el alto el fuego. António Guterres también animó a Catar, Jordania y Egipto a redoblar sus esfuerzos por un alto el fuego.
El 19 de mayo, Francia presentó una propuesta de paz ante el Consejo de Seguridad de las Naciones Unidas. Hamás reiteró su disposición a la tregua, mientras que el primer ministro israelí Benjamin Netanyahu descartó la posibilidad de un alto el fuego. Estados Unidos volvió a anunciar su veto a esta resolución. El 20 de mayo por la noche, Israel y Hamás anunciaron que acordaban un alto el fuego que entró en vigor a las 2:00 horas del día 21.

## Consecuencias

### Fallecidos
Según el Ministerio de Salud de Gaza, 253 personas murieron en la Franja de Gaza, incluidos 67 niños, y más de 1900 resultaron heridas. Además, al menos 11 palestinos murieron durante manifestaciones y protestas en Cisjordania. Se informó de trece muertes en Israel, incluidos dos menores, una mujer india y dos hombres tailandeses que vivían y trabajaban en Israel. Además, soldados israelíes mataron a un manifestante libanés que cruzó la frontera hacia Israel. Tanto la BBC como The New York Times publicaron un amplio informe en sus ediciones en Internet sobre los 68 niños muertos en el conflicto.

#### Palestina
Los primeros ataques aéreos israelíes tuvieron lugar el 10 de mayo y causaron la muerte de al menos 24 palestinos, de los que al menos 9 eran niños. Apenas unos minutos después de que estallase el conflicto, un niño de 5 años y otro de 16 murieron en Jabalia a causa de un bombardeo israelí. Cuatro de los nueve niños que murieron en ese bombardeo eran hermanos. En Beit Hanoun, al norte de la Franja de Gaza, murieron siete personas de una misma familia, incluidos cuatro niños con edades comprendidas entre los 2 y los 11 años. Otro de los niños, de 11 años, murió debido a una explosión que le alcanzó cuando recogía leña. Otro misil israelí golpeó en el tejado de un edificio en el campamento de refugiados de Shati y mató a dos hombres y una mujer que dormían dentro. Otros 25 niños resultaron heridos en ese mismo bombardeo.

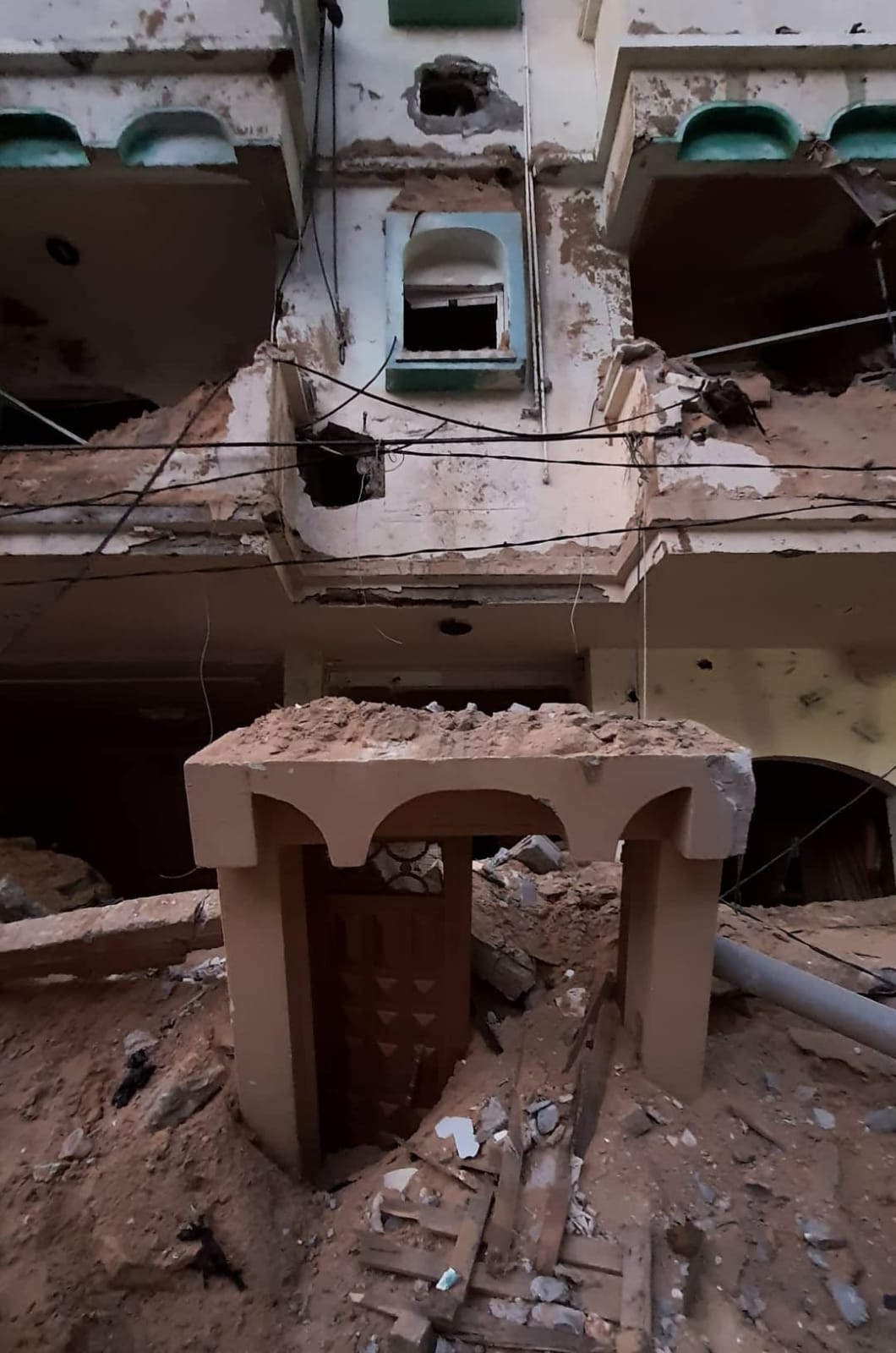
Edificio destruido por un bombardeo israelí en Gaza.

El martes 11, un bombardeo israelí derribó un edificio de 8 plantas en la ciudad de Gaza. En el ataque murió Hassan Abu al-Atta, un comandante de la Yihad islámica palestina. Ese mismo día, un misil israelí impactó en un coche en una calle de Gaza; el estallido mató a 5 personas (incluidas mujeres) e hirió a otras 7. El miércoles 12, un misil israelí mató a un chico de 12 años en Gaza mientras iba a comprar verduras para la cena de ruptura del ayuno. Ese mismo día, en Jan Yunis, dos primos de 10 y 13 años fueron a cortarse el pelo para la celebración del Eid, pero un misil israelí los mató cuando estaban a punto de llegar a casa. Otro chico de 12 años que había ido a ayudar a su primo en una peluquería recibió el impacto de la metralla de un misil israelí en la cabeza y el cuello; agonizó durante dos días y murió el día 14. Yahya Khalifa, un chico de 13 años, salió para comprar helado y yogur para la celebración del fin del Ramadán, pero un bombardeo israelí lo mató. También en la noche del Eid, dos hermanas de 5 y 9 años jugaban a tomarse fotografías vestidas con su ropa nueva mientras sus hermanos de 2 y 4 años miraban. Su tío salió de casa para comprar chocolatinas y patatas fritas, y al volver descubrió que un bombardeo israelí había matado a los cuatro niños y a la madre de estos.
El viernes 14, un bombardeo israelí en el campamento de Shati mató a cuatro hermanos de 6, 9, 11 y 13 años, así como a su madre. Tan solo sobrevivió un hermano de seis meses que fue rescatado de los brazos de su madre bajo los escombros de la casa. Los niños no vivían allí, pero habían ido a celebrar el Eid con sus tíos, cuya casa recibió el impacto de un misil que atravesó el techo. Ese mismo bombardeo mató también a sus 4 primos y a su tía. Ese mismo día, al norte de la ciudad de Gaza, un avión israelí derribó la vivienda de Rafat Tanani, matándolo a él, a su mujer embarazada y a sus cuatro hijos. Una chica de 17 años de una comunidad beduina al norte de la Franja salió a ordeñar a sus ovejas para producir queso fresco y yogur, pero un bombardeo israelí la mató.
Un misil israelí golpeó la vivienda de Mona Amin en Beit Lahia, y acabó con las vidas de tres de sus hijos, de 19, 22 y 25 años. Su hija de 25 años estaba embarazada. También en Beit Lahia, otro bombardeo israelí causó la muerte de tres niños de 9 meses, 6 y 8 años, así como de su madre; el único que salvó la vida fue su padre, que logró arrastrase fuera de los escombros de su casa derruida. Otro misil mató a un chico de 14 años y a su hermano mientras jugaban en la calle en un barrio del norte de Gaza.

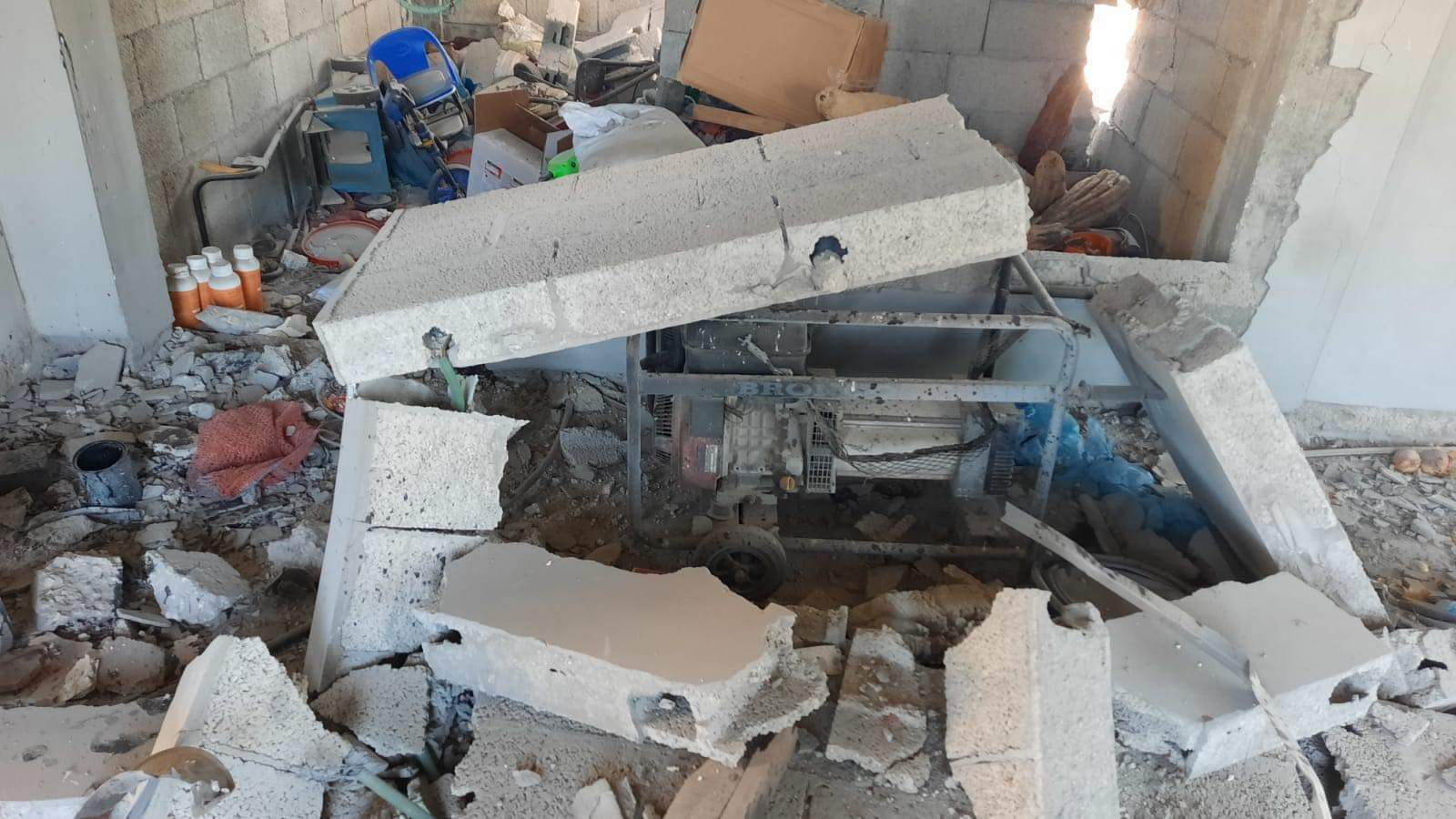
Vivienda destruida por un bombardeo israelí.

El domingo 16, un bombardeo israelí derribó un bloque de viviendas en el centro de Gaza y causó la muerte de 42 personas, 20 de ellas de la misma familia. Este edificio era el hogar de la familia al-Kawalek; 20 de sus miembros murieron sepultados bajo los escombros, incluidos un niño de seis meses, dos hermanas de 5 y 9 que estaban recibiendo tratamiento psicológico por anteriores conflictos, y otros cinco niños con edades comprendidas entre los 3 y los 15 años. El único superviviente de la familia fue un niño de 10 años. Ese mismo ataque también se cobró la vida de dos hermanos de 13 y 17 años, así como de su madre y padre, Ayman Abu al-Ouf, el jefe de medicina interna del Hospital Al-Shifa de Gaza y responsable de la unidad de COVID-19, y de su abuela. En ese ataque murieron dos médicos gazatíes más: Mouin al-Aloul, el más importante neurólogo de la Franja de Gaza, y Rajaa Abu al-Ouf, un psicólogo. Un bombardeo israelí distinto mató ese mismo día a cuatro hermanos de entre 9 y 15 años y a su madre.
Tras un ataque israelí contra un edificio cercano, una niña de 10 años y su tío murieron durante una comida familiar en el jardín de su casa. El día 19, una niña de 10 años iba caminando hacia su casa con un pequeño hornillo portátil en la mano. Un dron israelí le lanzó un misil que la mató en el acto. Incluso después del alto el fuego, las labores de desescombro en la Franja de Gaza lograron rescatar con vida a 10 personas, así como los cadáveres de otros cinco.
Según Amira Hass, 15 ataques israelíes han tenido como objetivo viviendas familiares individuales, causando múltiples muertes entre los miembros de las 15 familias que viven allí. Entre los muertos palestinos se contabilizó un comandante de Hamás, identificado como Mohammed Abdullah Fayyad, así como tres comandantes de alto rango de la Yihad Islámica. Otro miembro de Hamás fue asesinado el 11 de mayo.[cita requerida] Las muertes de los cinco comandantes fueron confirmadas por declaraciones oficiales de ambos grupos.[cita requerida] Bassem Issa, un alto comandante de Hamás, fue también asesinado.

#### Israel
De las 13 víctimas contabilizadas en Israel, 10 de ellas eran ciudadanos israelíes, 2 eran de nacionalidad tailandesa y 1 era de la India. Además, un ciudadano libanés fue abatido por soldados israelíes cuando se cruzó la frontera y se adentró en territorio israelí durante una protesta fronteriza.
En cuanto a las víctimas israelíes, el lanzamiento de cientos de cohetes contra Asdod y Ascalón por parte de Hamás y la Yihad Islámica causó la muerte de dos personas y heridas a más de 90. Las dos primeras víctimas en Israel fueron una cuidadora de nacionalidad india de 32 años de edad, que falleció cuando un cohete impactó en la casa de la anciana a la que cuidaba en Ascalon, y una mujer de 52 años que falleció también en esta misma ciudad. El martes 11, un padre de 52 años y su hija de 16, ambos ciudadanos israelíes de origen palestino, murieron tras el impacto de un cohete cerca de su coche en la localidad de Dahmash, una localidad no reconocida cerca de Lod. Ese mismo día, por la noche, una tercera mujer israelí murió en Rishon LeZion cuando un cohete realizó un impacto directo sobre su casa. El 12 de mayo, un soldado israelí de 21 años murió cuando el jeep en el que viajaba fue alcanzado por un misil antitanque disparado desde la Franja de Gaza. Esa misma noche, en Sederot, un niño de 5 años murió cuando un cohete impactó en un edificio frente al suyo; se dio la circunstancia del que el niño se encontraba junto con su familia en una habitación fortificada, pero algún elemento de esta falló y la metralla del cohete acabó con la vida del niño. El día 13, una anciana de 87 años murió al caer u golpearse en la cabeza mientras trataba de llegar a un refugio en Shtulim, cerca de Asdod. Al día siguiente, una mujer de unos 50 años murió también por las heridas sufridas durante una caída mientras corría hacia un refugio en Neta'im. El sábado 15, un cohete mató a un hombre discapacitado de 55 años en Ramat Gan, un suburbio de Tel Aviv. El 23 de mayo falleció una mujer de 73 años que se había golpeado la cabeza mientras corría hacia un refugio el sábado 21 de mayo.

### Daños económicos
La ONU valoró los daños en la Franja de Gaza en 485 millones de dólares: al menos 380 millones en daños físicos y otros 190 millones en pérdidas económicas. Este informe valoraba como las tareas más urgentes para reconstrucción la ayuda, tanto alimenticia como de otros tipos, para unas 45 000 personas; la creación de unos 20 000 puestos de trabajo completos de al menos 12 meses de duración; y el alojamiento urgente para aquellos que vivían en las más de 4000 viviendas que resultaron dañadas en la Franja, en las cuales vivían unos 7000 niños. El producto interior bruto de la Franja de Gaza habría descendido de un crecimiento anual del 2,5 % a uno del 0,3 % en 2021.
Unos 450 edificios en la Franja de Gaza, incluidos seis hospitales, nueve centros sanitarios de atención primaria y 40 escuelas, resultaron destruidos o gravemente afectados por los bombardeos israelíes. Más de 66 000 palestinos tuvieron que refugiarse en escuelas y otros edificios de UNRWA.

## Reacciones
El 9 de mayo de 2021, la Corte Suprema de Israel anunció que pospondría la decisión esperada sobre los desalojos en Sheij Yarrah durante 30 días, después de una intervención del fiscal general de Israel, Avichai Mandelblit. La policía de Israel también prohibió a los judíos ir a la Explanada de las Mezquitas para las festividades del Día de Jerusalén. Ese mismo 9 de mayo, el primer ministro israelí, Benjamin Netanyahu, defendió las acciones de la policía israelí y dijo que Israel «no permitirá que ningún elemento radical socave la calma». También dijo que «rechazamos firmemente la presión para no construir en Jerusalén». El 10 de mayo, Israel cerró el paso fronterizo de Kerem Shalom incluso para la ayuda humanitaria. Debido al lanzamiento de cohetes, el 11 de mayo, la Autoridad de Aeropuertos de Israel detuvo brevemente los vuelos hacia y desde el aeropuerto internacional Ben Gurion. Los funcionarios israelíes pidieron a la administración Biden que no interviniera en la situación. El 10 de mayo de 2021, el presidente de la Autoridad Nacional Palestina, Mahmoud Abbas, declaró que «el brutal asalto a los fieles en la bendita mezquita de al-Aqsa y sus patios es un nuevo desafío para la comunidad internacional».

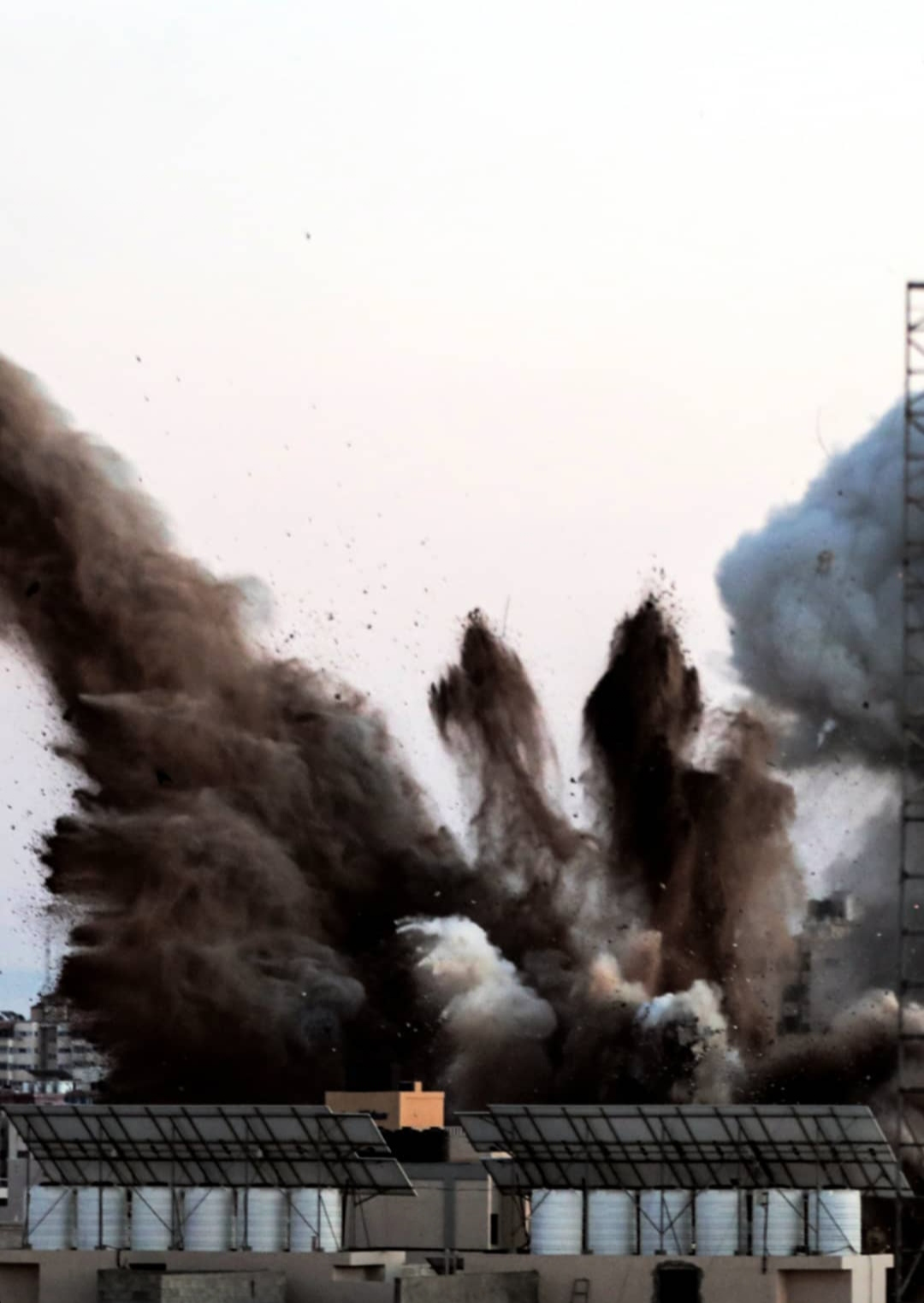
Bombardeo israelí de un edificio residencial en Gaza (14 de mayo de 2021)

El ministro de Seguridad Pública de Israel, Amir Ohana, pidió la liberación del hombre israelí arrestado por disparar contra un árabe en Lod, argumentando sin proporcionar pruebas que el sospechoso estaba actuando en defensa propia y que los ciudadanos respetuosos de la ley que portan armas ayudan a las autoridades. Según un informe de The Guardian, la declaración parecía alentar a la violencia de las masas. Un portavoz de la Yihad Islámica palestina dijo que Israel «inició la agresión contra Jerusalén. Si esta agresión no termina, no tienen sentido los esfuerzos diplomáticos para alcanzar un alto el fuego». Hamás dio un ultimátum al gobierno de Israel, diciendo que si no retiraban las fuerzas de la mezquita antes de las 2 a. m. del 11 de mayo, realizarían otro ataque con cohetes. Netanyahu convocó una reunión de seguridad de emergencia el 11 de mayo y se cerraron escuelas en varias partes de Israel. El presidente israelí, Reuven Rivlin, condenó los disturbios en Lod y los describió como un pogromo.
El 16 de mayo, Amnistía Internacional y otras organizaciones humanitarias pidieron al Tribunal Penal Internacional que incluyese los ataques contra civiles en su investigación sobre Israel y Palestina por posibles crímenes de guerra. El 17 de mayo, los estibadores de los puertos de Livorno y Nápoles, en Italia, se negaron a embarcar una carga de armamentos y munición que iba en dirección a Israel y declararon que «el puerto de Livorno no será cómplice de la masacre del pueblo palestino».
El conflicto también se trasladó a la escena deportiva pocos días después de su estallido. Tras su victoria en la final de la FA Cup, dos jugadores del Leicester City, el británico Hamza Choudhury y el francés Wesley Fofana, pasearon por el campo la bandera palestina. Ese mismo día, dos jugadores del Manchester United, el francés Paul Pogba y el marfileño Amad Diallo, sacaron la bandera palestina en Old Trafford. Pogba escribió poco después en su cuenta de Instagram el mensaje «rezad por Palestina». Por su parte, el jugador argelino Riyad Mahrez, del Manchester City, tuiteó la bandera palestina junto con el mensaje «Salvad Sheij Yarrah». Mohamed Salah, jugador egipcio del Liverpool, pidió públicamente al primer ministro británico Boris Johnson que «hiciese todo lo posible para asegurarse de que se detiene inmediatamente la violencia y los asesinatos de gente inocente». El también egipcio Mohamed Elneny, que juega para el Arsenal, tuiteó imágenes de la mezquita de al-Aqsa y el mensaje «mi corazón y mi alma y mi apoyo para ti, Palestina». Algo parecido hizo el senegalés Sadio Mané, jugador del Liverpool, que colgó en Instagram una imagen de la mezquita de Al Aqsa con la leyenda «Palestina Libre». El exjugador del Manchester United Éric Cantona publicó una fotografía suya con una camiseta en la que se leía «Deseos para Palestina», y pidió a sus seguidores que donasen dinero a la ONG Hoping Foundation. Los jugadores del Club Deportivo Palestino, de la primera división chilena, salieron al campo con kufiyyas en muestra de solidaridad con los habitantes de la Franja de Gaza. Los jugadores del Fenerbahçe turco salieron a calentar con camisetas con el eslogan «Palestina Libre», mientras que el jugador alemán Mesut Özil publicó una imagen de un niño con su camiseta mostrando una tarjeta roja a un soldado israelí. Por otro lado, dos jugadores israelíes, Tomer Hemed y Eran Zahavi, que juegan en Nueva Zelanda y en el PSV Eindhoven respectivamente, mostraron su solidaridad con la causa israelí, así como el CD Guastatoya de la Liga Nacional de Guatemala, que posó con la bandera israelí al inicio de un partido.

### Internacionales

#### Gobiernos
- Alemania: Steffen Seibert, portavoz de la canciller alemana Angela Merkel, manifestó su apoyo a Israel y el derecho a defenderse de los ataques desde Gaza. «Condeno enérgicamente los incesantes ataques con cohetes desde la Franja de Gaza contra ciudades israelíes», definiendo como «ataques terroristas» a los cohetes lanzados por Hamás y añadiendo que estos misiles «persiguen un único objetivo: matar gente sin hacer distinciones y extender el miedo».[149] El ministro de Asuntos Exteriores de Alemania, Heiko Maas, realizó un viaje a Israel para expresar su apoyo a este país durante el conflicto, enfatizando que su país reconocía «el derecho de Israel a defenderse».[23] El representante alemán en el Consejo de Derechos Humanos de las Naciones Unidas votó en contra del establecimiento de una comisión de investigación permanente sobre el tratamiento del pueblo palestino por parte de Israel.[150]
- Arabia Saudita: el ministro de Asuntos Exteriores de Arabia Saudí condenó el domingo las «violaciones flagrantes» de los derechos de los palestinos por parte de Israel y pidió a la comunidad internacional que actuara con urgencia para poner fin a las operaciones militares.[151][152] El príncipe Faisal bin Farhan Al Saud habló en declaraciones televisadas al comienzo de una reunión virtual de emergencia de los 57 miembros de la Organización para la Cooperación Islámica (OCI), mientras las hostilidades entre Israel y los militantes en Gaza entraban en su séptimo día.[151][152]
- Argelia: Argelia sigue apoyando al pueblo palestino contra los ataques israelíes a través de su embajador permanente ante las Naciones Unidas, quien declaró que «es inaceptable responsabilizar a los palestinos por la escalada de la violencia‹.[153] El embajador permanente de Argelia ante las Naciones Unidas, Sofian Mimouni, dijo: «Hacer que el pueblo palestino rinda cuentas por la violencia es inaceptable y está condenado al fracaso», destacando que «la reciente escalada es un resultado directo de la opresión política de las fuerzas de ocupación israelíes que socavan la paz y el establecimiento de un estado palestino». Argelia anunció anteriormente que apoya al pueblo palestino en su lucha contra la ocupación israelí.[153]
- Argentina: el Ministerio de Relaciones Exteriores emitió una declaración en la que condenaba tanto el uso excesivo de la fuerza por parte de las fuerzas de seguridad israelíes como de Hamás para lanzar cohetes contra suelo israelí. Expresó además su preocupación e instó a ambas partes a reducir las tensiones.[154] El representante argentino en el Consejo de Derechos Humanos de las Naciones Unidas votó a favor del establecimiento de una comisión de investigación permanente sobre el tratamiento del pueblo palestino por parte de Israel.[150]
- Armenia: el 11 de mayo, el Ministerio de Relaciones Exteriores expresó su «profunda preocupación» por los enfrentamientos y pidió a «todas las partes involucradas que muestren moderación para reducir la tensión y evitar futuras muertes de civiles».[155] El representante armenio en el Consejo de Derechos Humanos de las Naciones Unidas votó a favor del establecimiento de una comisión de investigación permanente sobre el tratamiento del pueblo palestino por parte de Israel.[150]
- Austria: el 13 de mayo, Austria izó la bandera israelí en edificios oficiales en «solidaridad» ante los «ataques desde la Franja de Gaza» por parte de «Hamás y otros grupos terroristas». «Israel tiene derecho a defenderse. Nada justifica los más de mil cohetes disparados hasta ahora, y apoyamos firmemente la seguridad de Israel», explicó el canciller conservador Sebastian Kurz.[156] El representante austriaco en el Consejo de Derechos Humanos de las Naciones Unidas votó en contra del establecimiento de una comisión de investigación permanente sobre el tratamiento del pueblo palestino por parte de Israel.[150]
- Bangladés: el ministro de Asuntos Exteriores de Bangladés criticó a Israel y condenó «los ataques de naturaleza terrorista y la violencia desatada sobre devotos y civiles inocentes en la Explanada de las Mezquitas».[157] El representante de Bangladés en el Consejo de Derechos Humanos de las Naciones Unidas votó a favor del establecimiento de una comisión de investigación permanente sobre el tratamiento del pueblo palestino por parte de Israel.[150]
- Baréin: el 8 de mayo, Times of Israel informó que los funcionarios de Baréin condenaron enérgicamente las acciones en la mezquita de Al-Aqsa y los posibles desalojos en Sheij Jarrah, y pidieron a Israel que «detuviera estas provocaciones rechazadas contra el pueblo de Jerusalén» y se trabajara para evitar atacar a los fieles en este mes sagrado.[158] El representante de Baréin en el Consejo de Derechos Humanos de las Naciones Unidas votó a favor del establecimiento de una comisión de investigación permanente sobre el tratamiento del pueblo palestino por parte de Israel.[150]
- Bolivia: el canciller boliviano condenó a Israel con un comunicado que decía: «El Gobierno del Estado Plurinacional de Bolivia condena la violencia del Ejército de Israel e insta al cese de esas acciones en resguardo de la coexistencia pacífica de los pueblos», además de expresar su solidaridad «con las víctimas del pueblo palestino y sus familiares».[159] El representante boliviano en el Consejo de Derechos Humanos de las Naciones Unidas votó a favor del establecimiento de una comisión de investigación permanente sobre el tratamiento del pueblo palestino por parte de Israel.[150]
- Bosnia y Herzegovina: el copresidente bosnio Šefik Džaferović declaró que «mi mensaje al primer ministro Netanyahu es que Bosnia y Herzegovina no apoya y no puede apoyar el asesinato de civiles inocentes en Gaza por parte de las fuerzas militares israelíes».[160]
- Brunéi: En un comunicado conjunto con el primer ministro de Malasia y el presidente de Indonesia, el sultán de Brunéi denunció a Israel por sus «políticas inhumanas, coloniales y del apartheid», a la vez que declaró que «la justicia debe prevalecer para el pueblo palestino».[161]
- Bulgaria: el representante búlgaro en el Consejo de Derechos Humanos de las Naciones Unidas votó en contra del establecimiento de una comisión de investigación permanente sobre el tratamiento del pueblo palestino por parte de Israel.[150]
- Burkina Faso: el representante de Burkina Faso votó a favor del establecimiento de una comisión de investigación permanente sobre el tratamiento del pueblo palestino por parte de Israel en una votación celebrada en el Consejo de Derechos Humanos de las Naciones Unidas el 27 de mayo.[150]
- Camerún: el representante camerunés en el Consejo de Derechos Humanos de las Naciones Unidas votó en contra del establecimiento de una comisión de investigación permanente sobre el tratamiento del pueblo palestino por parte de Israel.[150]
- Catar: el emir Tamim bin Hamad Al Thani durante su reunión con el presidente de Irán Hasán Rohaní, aseguró que Catar «está de acuerdo con Irán en condenar y perseguir el fin de los ataques contra los palestinos lo antes posible».[162] El 13 de mayo, el ministro de Relaciones Exteriores, el jeque Mohammed Mohammed bin Abdulrahman Al Thani, habló por teléfono con el asesor de seguridad nacional de los Estados Unidos Jake Sullivan para discutir la situación actual en los territorios palestinos.[163]
- China: el enviado especial de China para Oriente Medio, Zhai Jun, expresó su «profunda preocupación» por los enfrentamientos entre palestinos e Israel e «instó a todas las partes a actuar con moderación para evitar más víctimas». También presionará para que el Consejo de Seguridad de las Naciones Unidas tome medidas sobre la situación en Jerusalén Este.[164] El 13 de mayo, el portavoz del Ministerio de Relaciones Exteriores, Hua Chunying, pidió al Consejo de Seguridad de la ONU que tomara medidas para ayudar a aliviar las tensiones en curso entre Palestina e Israel. También condenó la violencia contra la población civil y pidió a las partes tomar medidas «que conduzcan a aliviar las tensiones» y «promuevan el restablecimiento de la paz y la estabilidad».[165] En la votación del Consejo de Derechos Humanos de las Naciones Unidas que decidió la creación de una comisión de investigación permanente sobre el trato que Israel da a los derechos humanos del pueblo palestino, el representante chino votó a favor del establecimiento de dicha comisión.[150]
- Ciudad del Vaticano: el 9 de mayo, el papa Francisco pidió la paz y el fin de los enfrentamientos en Jerusalén durante su discurso de Regina Caeli.[166]
- Costa de Marfil: el representante marfileño votó a favor del establecimiento de una comisión de investigación permanente sobre el tratamiento del pueblo palestino por parte de Israel en una votación celebrada en el Consejo de Derechos Humanos de las Naciones Unidas el 27 de mayo.[150]
- Colombia: el 13 de mayo, en un comunicado, la Cancillería se solidarizó con las víctimas emitiendo un comunicado «El Ministerio de Relaciones Exteriores de Colombia, en nombre del Gobierno Nacional, condena el lanzamiento de cohetes desde la Franja de Gaza contra el territorio del Estado de Israel. Colombia expresa su honda preocupación por los actos terroristas y ataques contra Israel y expresa su solidaridad con las víctimas de estas acciones. Colombia hace un llamado a reducir las tensiones y a detener la violencia para garantizar la seguridad y la vida de la población».[167]
- Cuba: el ministro de Relaciones Exteriores cubano, Bruno Rodríguez, publicó un mensaje en Twitter en el que declaraba que «Cuba condena enérgicamente los bombardeos indiscriminados de Israel contra la población #palestina en Gaza».[168] Cuba votó a favor del establecimiento de una comisión de investigación permanente sobre el estado de los derechos humanos del pueblo palestino en el Consejo de Derechos Humanos de las Naciones Unidas.[150]
- Egipto: los cancilleres de Egipto, Sameh Shoukry y de Rusia, Serguéi Lavrov, coincidieron en la necesidad de un cese el fuego en los territorios palestinos que deje espacio a los esfuerzos políticos.[169] El 15 de mayo el gobierno egipcio mandó una decena de ambulancias por la Franja de Gaza para trasladar a heridos por la escalada de violencia entre las facciones palestinas e Israel.[170]
- Emiratos Árabes Unidos: el 8 de mayo, el ministro de Estado de Relaciones Exteriores, Khalifa al-Marar, emitió una declaración en la que condenaba los posibles desalojos y enfrentamientos en Jerusalén. También pidió al gobierno israelí que «proporcione la protección necesaria al derecho de los civiles palestinos a practicar su religión y que evite las prácticas que violan la santidad de la mezquita sagrada de Al-Aqsa».[171]
- Eritrea: el representante de Eritrea votó a favor del establecimiento de una comisión de investigación permanente sobre el tratamiento del pueblo palestino por parte de Israel en una votación celebrada en el Consejo de Derechos Humanos de las Naciones Unidas el 27 de mayo.[150]
- Eslovaquia: el ministro de Asuntos Exteriores de Eslovaquia, Ivan Korcok, viajó a Israel para enfatizar la solidaridad de su país y opinó que «Israel tiene todo el derecho a defenderse».[23]
- Estados Unidos: el 11 de mayo, la secretaria de prensa de la Casa Blanca, Jen Psaki, condenó los ataques de Hamás y agregó que el apoyo del presidente de los Estados Unidos, Joe Biden, al «derecho legítimo de Israel a defenderse a sí mismo y a su pueblo» es «fundamental y nunca renunciará». Previamente un representante del Departamento de Estado condenó el lanzamiento de cohetes contra Israel desde Gaza, seguido de una declaración del Secretario de Estado Antony Blinken, en la que pedía la reducción de la escalada en ambos lados y expresaba preocupación por los ataques con cohetes contra Israel.[172] El Departamento de Estado también expresó su preocupación por los posibles desalojos. Un día después se anunció que Hady Amr, Subsecretario Adjunto de Asuntos y Prensa y Diplomacia Pública Israelí-Palestina, sería enviado a la región «inmediatamente». Los senadores Bernie Sanders y Elizabeth Warren y los congresistas Alexandria Ocasio-Cortez,[173] Ayanna Pressley,[174] Rashida Tlaib,[174] Cori Bush[174] e Ilhan Omar[175] emitieron declaraciones condenando a Israel por los posibles desalojos y por sus acciones durante el conflicto.[176]
- Filipinas: el representante filipino votó a favor del establecimiento de una comisión de investigación permanente sobre el estado de los derechos humanos del pueblo palestino en el Consejo de Derechos Humanos de las Naciones Unidas.[150]
- Francia: el 15 de mayo, el alcalde de Niza, Christian Estrosi, ondea la bandera israelí en el frente del ayuntamiento a la misma altura que la bandera de Francia para «hacer frente al terrorismo de Hamás». Este gesto, particularmente impopular, le valió amenazas de muerte.[177]
- Gabón: el representante de Gabón en el Consejo de Derechos Humanos de las Naciones Unidas votó a favor del establecimiento de una comisión de investigación permanente sobre el tratamiento del pueblo palestino por parte de Israel.[150]
- Hungría: el 12 de mayo, el ministro de Asuntos Exteriores y Comercio, Péter Szijjártó, escribió en Facebook que «Hungría condena en los términos más enérgicos los últimos ataques con misiles contra ciudades israelíes llevados a cabo por varios grupos terroristas palestinos. Demostramos nuestra plena solidaridad con Israel y reconocemos su derecho a la legítima defensa. La violencia insensata e indiscriminada contra los civiles debe cesar de inmediato».[178]
- Honduras: el Gobierno de la República de Honduras, que encabeza el presidente Juan Orlando Hernández, a través del titular de la Secretaría de Relaciones Exteriores de Honduras, Lisandro Rosales Banegas, realizó un comunicado en el que expresó: «Israel merece vivir en paz en su tierra ancestral, nuestra condena a la hostilidad terrorista que ataca permanentemente su territorio, en especial su capital, Jerusalén. Lamentamos las víctimas y nos solidarizamos con sus familias. Oramos por La Paz de Jerusalén».[179]
- Indonesia: en un comunicado conjunto con el primer ministro de Malasia y con el sultán de Brunéi, el presidente de Indonesia, Joko Widodo, denunció a Israel por sus «políticas inhumanas, coloniales y del apartheid», a la vez que declaró que «la justicia debe prevalecer para el pueblo palestino».[161] El representante de Indonesia votó a favor del establecimiento de una comisión de investigación permanente sobre el tratamiento del pueblo palestino por parte de Israel en una votación celebrada en el Consejo de Derechos Humanos de las Naciones Unidas el 27 de mayo.[150]
- Irak: el Ministerio de Relaciones Exteriores afirmó «la solidaridad del gobierno y el pueblo iraquí con el pueblo de Jerusalén», y pidió el fin «de los ataques hostiles contra la caja fuerte». También renovó la «posición firme y de principios de Irak sobre la causa palestina, que fue y sigue siendo un tema fundamental».[180]
- Irán: el presidente de Irán Hasán Rohaní precisó que «los crímenes del régimen sionista» enfatizan la necesidad de unidad entre los países islámicos, durante una conversación telefónica con el emir de Catar Tamim bin Hamad Al Thani.[181] El líder supremo de Irán, el ayatolá Alí Jamenei, dio «gracias a Dios todopoderoso por Ia victoria y el honor concedidos a los luchadores palestinos».[182]
- Islas Marshall: en la votación del Consejo de Derechos Humanos de las Naciones Unidas que decidió la creación de una comisión de investigación permanente sobre el trato que Israel da a los derechos humanos del pueblo palestino, el representante de las Islas Marshall votó en contra del establecimiento de dicha comisión.[150]
- Jordania: el ministro de Exteriores jordano se expresó con dureza contra Israel al exigir «unión contra los ataques ilegales, inmorales e inhumanos de Israel en la Jerusalén ocupada y el resto de territorios ocupados, así como contra la agresión en Gaza».[183]
- Japón: el 12 de mayo, el ministro de Estado de Defensa, Yasuhide Nakayama, expresó su apoyo a Israel tuiteando que «Israel tiene derecho a protegerse de los terroristas».[184]
- Kuwait: el Ministerio de Relaciones Exteriores de Kuwait criticó el ataque a la mezquita y lo calificó como una flagrante afrenta a los sentimientos de los musulmanes y las normas de derechos humanos.[185]
- Libia: el parlamento libio condenó la agresión de Israel contra los civiles palestinos en los territorios ocupados y la violación de los derechos de ese pueblo sobre sitios religiosos en Jerusalén Este.[186] El representante libio en el Consejo de Derechos Humanos de las Naciones Unidas votó a favor del establecimiento de una comisión de investigación permanente sobre el tratamiento del pueblo palestino por parte de Israel.[150]
- Malasia: En un comunicado conjunto con el presidente de Indonesia y el sultán de Brunéi, el primer ministro malayo, Muhyiddin Yassin, denunció a Israel por sus «políticas inhumanas, coloniales y del apartheid», a la vez que declaró que «la justicia debe prevalecer para el pueblo palestino».[161]
- Malaui: el representante de Malaui votó en contra del establecimiento de una comisión de investigación permanente sobre el tratamiento del pueblo palestino por parte de Israel en una votación celebrada en el Consejo de Derechos Humanos de las Naciones Unidas el 27 de mayo.[150]
- Marruecos: el primer ministro de Marruecos, Saadeddine Othmani, envió una carta al líder de Hamás, Ismail Haniya, felicitándole por «la victoria obtenida por el pueblo palestino y por la suprema resistencia tras el acuerdo de alto el fuego entre las facciones de la resistencia y la entidad sionista».[187] El rey Mohamed VI envió ayuda humanitaria urgente al pueblo palestino tras la escalada bélica.[188]
- Mauritania: el representante mauritano votó a favor del establecimiento de una comisión de investigación permanente sobre el tratamiento del pueblo palestino por parte de Israel en una votación celebrada en el Consejo de Derechos Humanos de las Naciones Unidas el 27 de mayo.[150]
- México: a través de la Secretaría de Relaciones Exteriores, el país expresó su consternación ante la violencia, llamando a las partes a rechazar la provocación y a cesar las hostilidades.[189][190] El embajador de México ante la ONU condenó el «uso desproporcionado de la fuerza» por parte de Israel en sus bombardeos sobre la Franja de Gaza, así como los ataques a la infraestructura civil y a los medios de comunicación.[191] El representante de México en el Consejo de Derechos Humanos de las Naciones Unidas votó a favor del establecimiento de una comisión de investigación permanente sobre el tratamiento del pueblo palestino por parte de Israel.[150]
- Namibia: el representante de Namibia votó a favor del establecimiento de una comisión de investigación permanente sobre el tratamiento del pueblo palestino por parte de Israel en una votación celebrada en el Consejo de Derechos Humanos de las Naciones Unidas el 27 de mayo.[150]
- Omán: el jeque Khalifa Ali al-Harthy expresó su condena al adelantamiento de las fuerzas israelíes de los patios de la mezquita de Al Aqsa y reafirmó el rechazo del Sultanato a las políticas israelíes de expulsión de palestinos de sus hogares en la ciudad de Al Quds. Omán también señaló que las fuerzas militares de Israel mataron a cientos de personas inocentes y arrasaron sus hogares.[192]
- Pakistán: el 9 de mayo, el primer ministro Imran Khan condenó las acciones de la policía israelí en la mezquita de Al-Aqsa y afirmó que esas acciones violaban «todas las normas de la humanidad y el derecho internacional». El ministro de Relaciones Exteriores, Shah Mahmood Qureshi, también condenó las acciones policiales en la mezquita de Al-Aqsa, agregando que «tal brutalidad va en contra del espíritu mismo de la humanidad y las leyes de derechos humanos». El 12 de mayo, Khan reiteró su posición sobre el conflicto al publicar un tuit que decía «Soy el primer ministro de Pakistán y #WeStandWithGaza #WeStandWithPalestine». En ese comentario incluía una captura de pantalla de una cita atribuida a Noam Chomsky de 2012 criticando la respuesta israelí al conflicto con Palestina.[193] El representante pakistaní votó a favor del establecimiento de una comisión de investigación permanente sobre el tratamiento del pueblo palestino por parte de Israel en una votación celebrada en el Consejo de Derechos Humanos de las Naciones Unidas el 27 de mayo.[150]
- Panamá: el 12 de mayo, el Gobierno de Panamá, a través del Ministerio de Relaciones Exteriores, emitió un comunicado en el que expresaba: «Panamá condena de la manera más enérgica el lanzamiento de misiles desde Gaza a Israel».[127] En el mismo comunicado, Panamá advertía de que «el derecho de Israel de proteger a sus civiles debe ser proporcional y con una máxima contención en el uso de la fuerza».[127]
- Polonia: Marek Magierowski, embajador de Polonia en Israel, expresó su apoyo a Israel través de un mensaje, escribiendo: «Condeno enérgicamente los ataques de Hamás contra ciudadanos israelíes. La utilización del terrorismo es un callejón sin salida. Comparto el dolor de todas las víctimas».[149]
- Reino Unido: el 10 de mayo, el Secretario de Relaciones Exteriores, Dominic Raab, condenó los ataques con cohetes contra Jerusalén y pidió una «reducción inmediata de la escalada en todos los lados» y un «fin de los ataques contra la población civil».[194] El Líder de la Oposición, Keir Starmer, dijo que «Israel debe respetar el derecho internacional» y pidió al gobierno israelí que trabaje con los líderes palestinos para reducir las tensiones. El 11 de mayo, el primer ministro de Escocia, Nicola Sturgeon, condenó los ataques israelíes contra al-Aqsa como «absolutamente indefendibles».[195] El representante británico en el Consejo de Derechos Humanos de las Naciones Unidas votó en contra del establecimiento de una comisión de investigación permanente sobre el tratamiento del pueblo palestino por parte de Israel.[150]
- República Checa: Milos Zeman, Presidente de la República Checa, demostró su apoyo al Estado de Israel con una imagen publicada en sus redes sociales que incluyó una bandera israelí junto a una bandera checa. El primer ministro Andrej Babiš adjuntó el mensaje presidencial.[149] El ministro de Asuntos Exteriores checo, Jakub Kulhanek, realizó un viaje a Israel para mostrar la solidaridad de su país y se declaró «sin palabras ante la destrucción y el terror que Israel ha experimentado».[23] El representante checo en el Consejo de Derechos Humanos de las Naciones Unidas votó en contra del establecimiento de una comisión de investigación permanente sobre el tratamiento del pueblo palestino por parte de Israel.[150]
- República de China: el 12 de mayo, el ministro de Relaciones Exteriores, Joseph Wu, pidió el restablecimiento de la paz en Oriente Medio en mitad de una escalada de combates entre las fuerzas israelíes y militantes palestinos.[196]
- Rusia: el 8 de mayo, funcionarios rusos expresaron una «profunda preocupación» y condenaron enérgicamente los «ataques contra civiles». También pidieron a todas las partes «que se abstengan de cualquier paso cargado de escalada de violencia».[197] Rusia votó a favor del establecimiento de una comisión de investigación permanente sobre el estado de los derechos humanos del pueblo palestino en el Consejo de Derechos Humanos de las Naciones Unidas.[150]
- Senegal: el representante senegalés votó a favor del establecimiento de una comisión de investigación permanente sobre el tratamiento del pueblo palestino por parte de Israel en una votación celebrada en el Consejo de Derechos Humanos de las Naciones Unidas el 27 de mayo.[150]
- Somalia: Somalia votó a favor del establecimiento de una comisión de investigación permanente sobre el estado de los derechos humanos del pueblo palestino en el Consejo de Derechos Humanos de las Naciones Unidas.[150]
- Sudáfrica: el presidente de Sudáfrica, Cyril Ramaphosa, expresó su «condena, en los términos más duros posibles, de los desahucios ilegales de palestinos de sus hogares (...) y de los brutales ataques contra los manifestantes palestinos en la Mezquita de Al-Aqsa y en la Cúpula de la Roca».[198]
- Sudán: el representante de Sudán en el Consejo de Derechos Humanos de las Naciones Unidas votó a favor del establecimiento de una comisión de investigación permanente sobre el tratamiento del pueblo palestino por parte de Israel.[150]
- Turquía: el 9 de mayo, el presidente Recep Tayyip Erdoğan pronunció un discurso en Ankara en el que describió a Israel como un «estado terrorista cruel» y pidió a Naciones Unidas que intervinieran para «detener la persecución» de los palestinos.[199]
- Uruguay: el 11 de mayo, el presidente de Uruguay, Luis Lacalle Pou, se puso en contacto el martes por la noche con el embajador israelí en Uruguay, Yoed Magen, para transmitirle su «solidaridad y de los uruguayos al pueblo de Israel en su momento difícil».[200] Por su parte, el Ministerio de Relaciones Exteriores emitió un comunicado de prensa en el que expresaba su «profunda preocupación por los hechos de violencia» que dejaron un elevado número de muertos, alentando a a israelíes y palestinos a cesar los actos violentos en la ciudad y «garantizar la seguridad de todos los sitios sagrados y preservar su estatus histórico y religioso». Asimismo, condenaba los ataques y actos terroristas perpetrados desde Gaza contra territorio israelí.[201] El representante uruguayo en el Consejo de Derechos Humanos de las Naciones Unidas votó en contra del establecimiento de una comisión de investigación permanente sobre el tratamiento del pueblo palestino por parte de Israel.[150]
- Uzbekistán: el representante uzbeko votó a favor del establecimiento de una comisión de investigación permanente sobre el estado de los derechos humanos del pueblo palestino en el Consejo de Derechos Humanos de las Naciones Unidas.[150]
- Venezuela: el canciller venezolano, Jorge Arreaza, condenó las acciones de Israel con las siguientes palabras: «Venezuela condena las nuevas acciones violentas contra el Pueblo palestino por parte de Israel, y hace un llamado de alerta a la comunidad internacional, reafirmando su posición histórica en defensa de la soberanía, independencia y autodeterminación de Palestina».[202] El representante venezolano votó a favor del establecimiento de una comisión de investigación permanente sobre el tratamiento del pueblo palestino por parte de Israel en una votación celebrada en el Consejo de Derechos Humanos de las Naciones Unidas el 27 de mayo.[150]

#### Organismos supranacionales
- Organización de las Naciones Unidas: la ONU pidió a Israel que cancelara cualquier desalojo planeado y usara «la máxima moderación en el uso de la fuerza» contra los manifestantes. El Consejo de Seguridad de Naciones Unidas se reunió a puerta cerrada el 10 de mayo para discutir el tema. Se debatió la emisión de una declaración, que fue rechazada tras el veto de Estados Unidos.[203] El 27 de mayo, la Alta Comisionada de la ONU para los Derechos Humanos, Michelle Bachelet, declaró que la ofensiva israelí sobre la Franja de Gaza podría considerarse un «crimen de guerra».[204] En concreto, afirmó que los objetivos israelíes eran «edificios gubernamentales, casas, edificios residenciales, organizaciones humanitarias internacionales, instalaciones médicas y carreteras que permiten a los civiles acceder a los servicios esenciales como los hospitales (...) Pese a las afirmaciones de Israel que asegura que numerosos de estos edificios acogían a grupos armados o eran usados con fines militares, no hemos visto pruebas al respecto».[204] En consecuencia, el Consejo de Derechos Humanos de las Naciones Unidas decidió la creación de una comisión de investigación permanente sobre el conflicto de mayo de 2021.[205]
- Unión Europea: la Unión Europea pidió a ambas partes que redujeran las tensiones, reiterando que «la violencia y la incitación son inaceptables y los perpetradores de todas las partes deben rendir cuentas».[206]
- Liga Árabe: el 11 de mayo se celebró una reunión de emergencia en línea. El secretario general de la Liga Árabe, Ahmed Aboul Gheit, condenó los ataques aéreos israelíes contra Gaza como «indiscriminados e irresponsables».[207]

## Redes sociales
- Los usuarios de Instagram y Twitter que habían escrito en apoyo de los palestinos dijeron que sus publicaciones habían sido eliminadas o sus cuentas habían sido suspendidas. Las empresas se disculparon y alegaron que la situación estaba originada en un problema técnico.[208]
- Un video circuló en las redes sociales que mostraba a israelíes celebrando en el Muro Occidental, mientras un árbol en el fondo, en la Mezquita de Al-Aqsa, estaba en llamas. Una gran multitud de judíos israelíes se reunió alrededor de un fuego cerca de la mezquita el 10 de mayo, cantando yimakh shemom (maldición utilizada contra enemigos particulares del pueblo judío).[209][210] El cofundador de IfNotNow, Simone Zimmerman, los criticó por mostrar «animadversión genocida hacia los palestinos, envalentonados y sin filtros».[211] Se descubrió después que el vídeo simbolizaba a Israelíes festejando el día de Jerusalén y que el incendio del árbol no tenía relación alguna.[cita requerida]
- The Intercept describió el video como «inquietante» y un ejemplo de «frenesí ultranacionalista». Ayman Odeh, un diputado de la Lista Conjunta, dijo que el video era «impactante». El periodista David Patrikarakos describió el video como un ejemplo de «noticias falsas», con el argumento de que cantar y bailar son parte de las celebraciones anuales del Día de Jerusalén y que el fuego fue iniciado por manifestantes palestinos que lanzaron petardos.[212]
- Twitter restringió la cuenta de la periodista palestino-estadounidense Mariam Barghouti, que informaba sobre las protestas desde Cisjordania. Barghouti dijo que Twitter le pidió que borrara algunos de sus tuits. Más tarde, la compañía dijo que la restricción de la cuenta se debió a un error.[213]
- La actriz israelí Gal Gadot tuiteó una declaración que recibió reacciones encontradas en Twitter.[214] El futbolista israelí de origen palestino Munas Dabbur publicó en Instagram una imagen de la Mezquita de Al-Aqsa con el mensaje «Dios se encargará de quienes perpetran las injusticias».[215]